# Krieg um Bergkarabach 2020
Der Krieg um Bergkarabach 2020, teils auch 44-Tage-Krieg genannt, war eine militärische Auseinandersetzung zwischen den Streitkräften Armeniens und denen der Republik Arzach auf der einen Seite und den Streitkräften Aserbaidschans auf der anderen Seite, die im Juli 2020 begann und vier Monate später mit einem Sieg Aserbaidschans endete. Sie ist Teil des Konflikts um die Region Bergkarabach, wo sich 1991 die Republik Arzach für unabhängig erklärte und einen Krieg gegen Aserbaidschan 1994 mit armenischer Unterstützung gewann, international jedoch nicht anerkannt wurde.
Die Kämpfe begannen im Juli 2020 an der gemeinsamen armenisch-aserbaidschanischen Staatsgrenze nordwestlich von Bergkarabach, wobei sich beide Seiten gegenseitig der Eskalation beschuldigten. Im Anschluss kam es zu weiteren Kämpfen und Zwischenfällen an der gemeinsamen Grenze sowie an der Waffenstillstandslinie zwischen Aserbaidschan und der Republik Arzach. An der Waffenstillstandslinie eskalierten die Kämpfe am 27. September 2020 zu einer großräumigen bewaffneten Auseinandersetzung und einer aserbaidschanischen Offensive, die weit in das Gebiet von Arzach vorstieß. Dabei wurden auch Städte nahe der Front sowie ferner liegende Orte bombardiert und beschossen. Am 10. November 2020 wurden die direkten Kampfhandlungen in einer von Russland vermittelten Waffenstillstandsvereinbarung zwischen den Konfliktparteien beendet. 2021 ging der Konflikt in den armenisch-aserbaidschanischen Grenzkonflikt über, in dem es seither regelmäßig zu gewaltsamen Zwischenfällen entlang der gemeinsamen Staatsgrenze sowie in Bergkarabach kam. Nach erneuten Kampfhandlungen im September 2023 sah sich die Führung von Arzach zur Kapitulation gezwungen und erklärte, die Republik zum 1. Januar 2024 aufzulösen.

## Weg in den Krieg

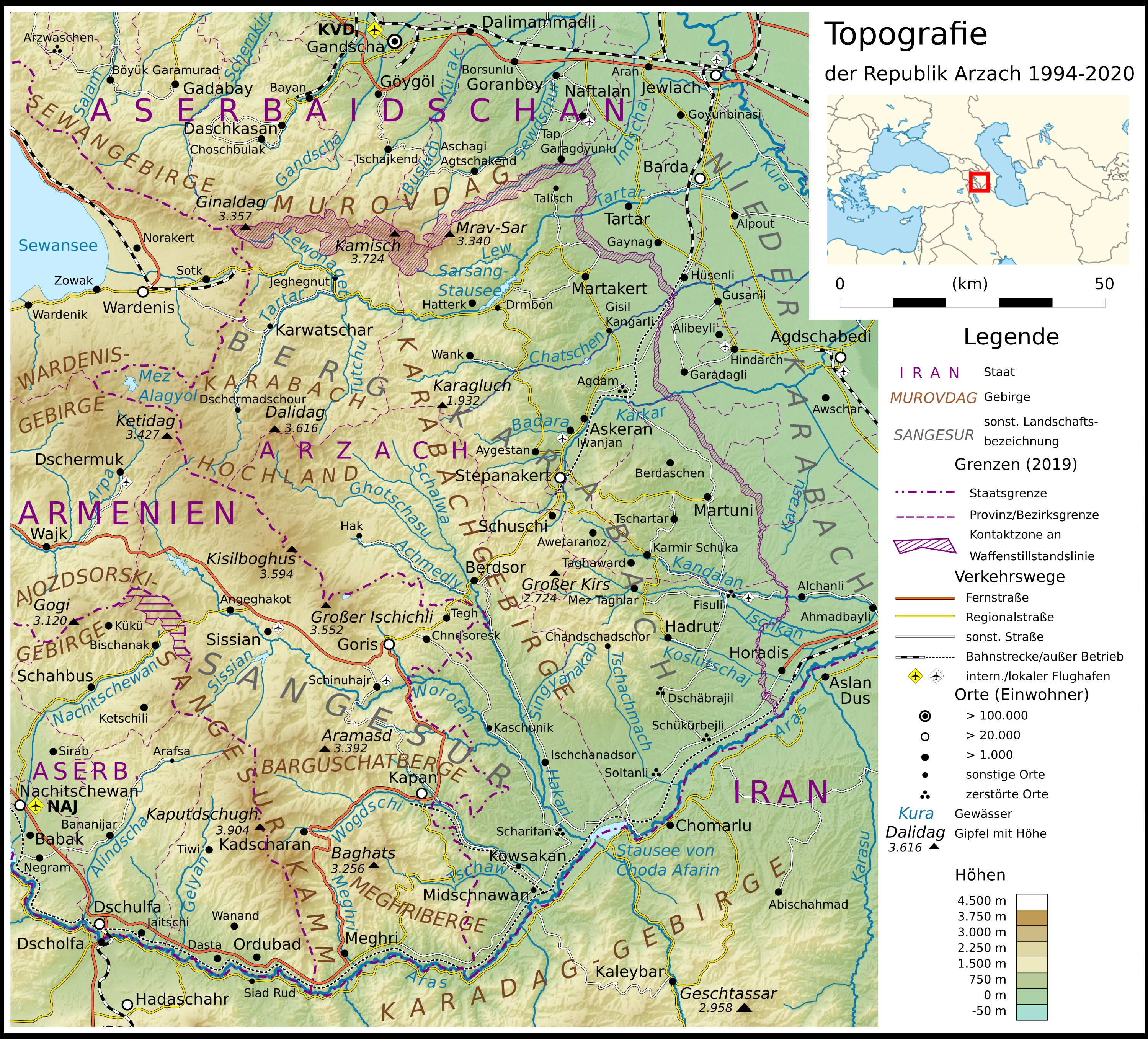
Topografie Arzachs, Ausgangssituation des Konflikts.

Den Hauptstreitpunkt zwischen Armenien und Aserbaidschan bildet die Region Bergkarabach, die im Zuge des militärisch ausgetragenen Konflikts zwischen 1992 und 1994 gemeinsam mit umliegenden Gebieten von armenischen Streitkräften besetzt wurde. Bis dahin waren Schätzungen zufolge seit 1988 zwischen 20.000 und 40.000 Menschen in dem Konflikt getötet worden. Etwa 750.000 Aserbaidschaner aus Bergkarabach und den benachbarten von Armenien eroberten aserbaidschanischen Regionen wurden zu Flüchtlingen beziehungsweise Binnenvertriebenen. Ungefähr 200.000 Aserbaidschaner flohen aus Armenien, 300.000 Armenier aus dem unbesetzten Rest Aserbaidschans. Völkerrechtlich gehört das mehrheitlich von Armeniern bewohnte Bergkarabach, das seit der Zeit der Sowjetunion eine Autonome Oblast im Verband der Aserbaidschanischen SSR gebildet hatte, zu Aserbaidschan. Seit dem Krieg stehen sich beide Staaten und zu weiten Teilen auch die Angehörigen beider Völker feindselig gegenüber und lehnen ein Zusammenleben miteinander ab.
Seit der Waffenruhe 1994 fanden wiederholt Kämpfe statt. Zuletzt konnte Aserbaidschan 2016 einige Quadratkilometer Land an der Waffenstillstandslinie erobern und 2018 einige Stellungen in Nachitschewan an der Grenze zu Armenien einnehmen. Während sich die Türkei im Konflikt stets an die Seite Aserbaidschans stellt, in der engen Beziehung beider Staaten werden die kulturellen Gemeinsamkeiten beider Turkstaaten betont, unterhält der nördliche Nachbar Russland gute Beziehungen zu beiden Staaten. Während die Türkei mit Aserbaidschan auch militärisch zusammenarbeitet, liefert Russland an beide Länder Waffen in großer Zahl – an Armenien allerdings zum Vorzugspreis, wo auch eine russische Militärbasis unterhalten wird. Analyst Stefan Meister zufolge versuche Russland beide Staaten in Abhängigkeit zu halten, ohne wirklich Schutzmacht Armeniens zu sein. So war Russland seit den 1990ern mehrfach, jedoch erfolglos, als Vermittler im Bergkarabachkonflikt aktiv. Der westliche Nachbar Georgien nimmt ähnlich wie Russland eine ambivalente Rolle im Konflikt ein, hat aber wenig Einfluss. Der Iran, der direkt an die Republik Arzach grenzt, steht eher Armenien nahe, da er den wachsenden Einfluss der Türkei in der Region fürchtet, ebenso wie die möglicherweise Separatismus fördernde Wirkung eines erfolgreichen Aserbaidschans auf die aserbaidschanische Minderheit im Nordwesten Irans. Auf der Gegenseite bezieht Aserbaidschan inzwischen viele seiner Waffen aus Israel: 2015 bis 2019 kamen 60 % der aserbaidschanischen Waffenimporte von dort, darunter hochmoderne Waffen wie Drohnen sowie Luft- und Raketenabwehrtechnik. Die Europäische Union hat wenig direkten Einfluss in der Region, ist aber an einer Beruhigung des Konflikts interessiert.
Anlässlich der Vorfälle im Juli ging die aserbaidschanische Seite davon aus, dass Armenien mit den Vorstößen das Ziel verfolgte, die Ölpipeline Baku–Tiflis–Ceyhan und die Gaspipeline Baku–Tiflis–Erzurum in Tovuz zu treffen, die von internationaler Bedeutung sind und Energieressourcen des Kaspischen Beckens über Georgien und Türkei nach Europa transportieren. Auch die Bahnstrecke Kars–Achalkalaki–Tiflis–Baku als Teil des Transportkorridors Europa-Kaukasus-Asien durchquert die Gegend. Jerewan habe es auf die Beeinträchtigung der genannten Leitungen durch Einnahme der strategischen Positionen abgesehen. Aserbaidschanische Offizielle warfen der armenischen Führung vor, mit ihrem Vorgehen die Öffentlichkeit vom Lösungsprozess des Bergkarabachkonfliktes abzuwenden und eine zweite Frontlinie eröffnen zu wollen. Zudem vermutet man hinter der armenischen „Provokation“ die Absicht Russland und die von ihm geführte Organisation des Vertrages über Kollektive Sicherheit (OVKS), der auch Armenien angehört, in den Konflikt hineinzuziehen. Ferner habe Armenien darauf abgezielt, die schwierige soziale und wirtschaftliche Situation vor dem Hintergrund der Covid-19-Pandemie herunterzuspielen. Nach Auffassung des armenischen Premierministers Nikol Paschinjan wollte die aserbaidschanische Regierung mit massiven Militärschlägen Stärke demonstrieren und die Aufmerksamkeit von innenpolitischen Problemen ablenken. Die aserbaidschanischen Attacken hätten sich auf eine Region konzentriert, in welcher solche für Armenien am wenigsten zu erwarten wären. Einen ähnlichen Standpunkt vertrat auch Außenminister Sohrab Mnazakanjan in einem Interview mit Sky News Arabia. Er beschuldigte außerdem die Türkei, die Lage in der Region destabilisieren zu wollen.
Laut einer Analyse des Regionalexperten Thomas de Waal lag allein bei Aserbaidschan ein Interesse zur Eskalation, da die armenische Seite im Krieg Anfang der 1990er ihre Ziele bereits erreicht hatte und diese nun nur verteidigen wolle. Aserbaidschan dagegen hat sich zum Ziel gesetzt, das Territorium wieder unter eigene Kontrolle zu bringen. Seit dem letzten Krieg haben beide Seiten aufgerüstet und seit Aufflammen des Konflikts im Juli auch die gegenseitige Rhetorik verschärft. Der kürzliche Regierungswechsel in der Republik Arzach und deren veränderte Politik, wie der angekündigte Umzug des Parlaments in die traditionell aserbaidschanische Stadt Şuşa, könnten von der Regierung in Baku zudem als Provokation aufgefasst worden sein. Der aserbaidschanische Verbündete Türkei ist mittlerweile, anders als früher, bereit sich international militärisch zu engagieren, während die Politik der Vereinigten Staaten mit dem Präsidentschaftswahlkampf beschäftigt ist und Russland bereits mit anderen Konflikten beschäftigt sei. Aserbaidschan wolle daher womöglich die internationale Lage ausnutzen und in der Zeit bis zum Winter die eigene Position im Konflikt verbessern. Laut de Waal sind auch die Belastung der westlichen Länder mit der Coronapandemie, die Uneinigkeit in der Europäischen Union hinsichtlich ihrer Politik gegenüber der Türkei, wie sie sich etwa beim Gasstreit im Mittelmeer zeigte, und die daraus folgende eingeschränkte diplomatische Handlungsfähigkeit der Europäischen Union begünstigende Voraussetzungen für Aserbaidschan, mit türkischer Unterstützung gerade jetzt den Krieg zu beginnen. Analyst James Palmer ergänzt, dass sich die Beziehungen zwischen den Konfliktparteien bereits 2019 verschlechtert hätten und in diesem Jahr durch die Coronapandemie und deren wirtschaftliche Auswirkungen innenpolitisch unter Druck stehen. Als Grund für das aserbaidschanische Vorgehen ergänzt Stefan Meister, dass die armenische Seite durch Bauvorhaben und Ansiedlung von Armeniern in Arzach Fakten schaffe, die aus aserbaidschanischer Sicht international ignoriert werden, aber nicht länger hingenommen werden wollten. Bereits in den Wochen vor den ersten Kampfhandlungen kritisierte Ilham Alijew, dass die Minsk-Gruppe der OSZE in dieser Sache untätig sei. Christian Esch teilt die Ansicht, dass nur Aserbaidschan und nicht Armenien ein Interesse am erneuten Krieg hatte. In Baku sei man auf einen Krieg gut vorbereitet und habe nach all den Jahren die Hoffnung verloren, dass Armenien zu Zugeständnissen bereit ist, insbesondere nachdem auch der neue Premierminister Paschinjan betonte, dass „Arzach Armenien ist“. Außerdem müsse der autoritär herrschende Alijew auf die Stimmung im Land achten, die schon nach den Kämpfen im Juli auf einen Krieg gegen Armenien gerichtet war und seiner Regierung vorwarf, zu nachgiebig zu sein.

## Entwicklung

### Kämpfe ab Juli 2020

Gefechte und Beschuss zwischen Armenien und Aserbaidschan seit dem 12. Juli 2020:
Schusswechsel
Beschuss/Bombardierung durch Aserbaidschan
Beschuss/Bombardierung durch Armenien

Anfang Juli 2020 kam es verstärkt zu Gefechten an der Waffenstillstandslinie in Bergkarabach. Bei dem Beschuss wurden mehrere Dutzend Soldaten beider Seiten getötet und nach einigen Angaben mehrere Panzer zerstört. Am Mittag des 12. Juli wurde daher eine erneute Vereinbarung zur Waffenruhe geschlossen. Gegen Abend des gleichen Tages berichtete das Verteidigungsministerium Aserbaidschans über eine „grobe Verletzung des Waffenstillstandes“ in der nördlich von Bergkarabach gelegenen Grenzregion Tovuz durch armenische Einheiten, die das Gebiet mit schwerer Artillerie beschossen hätten. Armenische Militärs seien in die Offensive gegangen, um Kampfpositionen der aserbaidschanischen Armee einzunehmen. Am selben Tag behauptete Armenien, dass aserbaidschanische Truppen den Versuch unternommen hätten, sich in einem „UAZ-469-Militärfahrzeug armenischen Stellungen anzunähern“. Nach dem Eingreifen der armenischen Truppen hätten die aserbaidschanischen Soldaten das Fahrzeug verlassen und sich zurückgezogen. Anschließend habe Aserbaidschan die Grenzposten Armeniens mit Artillerie unter Beschuss genommen, sei jedoch nach Gegenschlägen zurückgeworfen worden. Während der anschließenden viertägigen Gefechte wurden neben Militärstandorten auch zivile Objekte beiderseits ins Visier genommen. Die Kämpfe an der Grenze führten auf keiner Seite zu territorialen Gewinnen. In der aserbaidschanischen Hauptstadt Baku gingen bis zu 30.000 Menschen auf die Straße und forderten die Rückeroberung Bergkarabachs. Die teils gewaltsamen Proteste wurden von der Polizei aufgelöst.
Nach den Zusammenstößen an der Grenze fanden russisch-armenische und türkisch-aserbaidschanische Militärübungen statt. In Aserbaidschan wurde die Gefahr eines armenischen Militärschlags gegen den Mingəçevir-Stausee diskutiert, der in der Vergangenheit angedroht worden war. Als Gegenschlag wurde ein Raketenangriff auf das armenische Kernkraftwerk Mezamor erwogen. Die aserbaidschanische Präsidialadministration erklärte später indes, dass die armenische Zivilinfrastruktur kein Angriffsziel der aserbaidschanischen Streitkräfte sei. Parallel zu den Kampfhandlungen an Grenzabschnitten zwischen Armenien und Aserbaidschan kam es auch zu Verletzungen des seit 1994 geltenden brüchigen Waffenstillstandes zwischen Aserbaidschan und der abtrünnigen, international nicht anerkannten, nur noch von Armeniern bewohnten Republik Arzach, die nach dem 27. Juli anhielten. Arzach bezichtigte Aserbaidschan in der Woche vom 18. bis 25. Juli 260 Waffenstillstandsverletzungen, vom 25. Juli bis 3. August etwas weniger. Aserbaidschan warf Armenien und Arzach auch nach dem 27. Juli Angriffe durch Beschuss vor, so 49 Angriffe vom 30. zum 31. Juli oder auf seine Stellungen bei aserbaidschanischen Dörfern im Rayon Tovuz am 15. August 30 Beschüsse, am 16. August 37 mal und am folgenden Tag 31. Auch für den 24. August berichtete Aserbaidschan wieder über mehrere Dutzend Angriffe auf Grenzdörfer durch die armenische Seite. Auch im Laufe des Septembers wurde wiederholt von Schusswechseln und Beschuss von Siedlungen und Stellungen auf beiden Seiten berichtet, bis in die Woche vor Beginn groß angelegter Kampfhandlungen am 27. September. Am 21. September appellierten die Präsidenten beider Staaten an die UN, sich in den Konflikt einzumischen und beschuldigten die andere Seite, eine Eskalation zu befördern. Zur gleichen Zeit wurden weitergehende Kriegsvorbereitungen bekannt: Das Einziehen von Fahrzeugen und Spezialkräften in Aserbaidschan sowie die verstärkte Rekrutierung von Frauen in Armenien.
In Folge der Kampfhandlungen im Juli wurde Elmar Məmmədyarov vom Amt des Außenministers von Aserbaidschan entbunden. Məmmədyarov, der seit 2004 diesen Posten innehatte, wurde vom Präsidenten Ilham Alijew beschuldigt, in den Tagen der militärischen Konfrontation untätig zu sein. Unter seiner Führung sei die aserbaidschanische Diplomatie passiv gewesen und habe stattdessen „sinnlose Verhandlungen“ mit Armenien u. a. über die Covid-19-Lage in der Region geführt. Nach den Grenzkämpfen kam es zu Spannungen zwischen Aserbaidschan und Serbien wegen serbischer Waffenlieferungen an Armenien. Diese bezeichnete Aserbaidschan als einen „unfreundlichen Schritt“, der die strategischen Beziehungen zwischen Baku und Belgrad untergrabe. Die aserbaidschanischen Medien berichteten auch über russische Waffenlieferungen, die am 4. Juli, 17. Juli und 4. August – vor, während und nach den armenisch-aserbaidschanischen Grenzzusammenstößen – von Russland über die Route Rostow – Mineralnyje Wody – Aqtau – Türkmenbaşy – Rascht – Meghri – Jerewan transportiert worden seien. Bei einem Telefonat zwischen Ilham Alijew und Wladimir Putin brachte der aserbaidschanische Staatschef seine Sorge und Unzufriedenheit über die intensiven russischen Waffenlieferungen an Armenien im Gesamtumfang von über 400 Tonnen zum Ausdruck.

### Offener Krieg vom 27. September bis 9. November 2020

#### September und Oktober
Am 27. September 2020 entbrannten neue Kampfhandlungen zwischen Aserbaidschan und Arzach beziehungsweise Armenien. Sowohl die Republik Arzach als auch Armenien verkündeten den Ausnahmezustand und riefen zur Generalmobilmachung auf, ebenso Aserbaidschan für einige seiner Regionen. Armenien und Aserbaidschan beschuldigten sich gegenseitig, die Aggression begonnen zu haben. Während Armenien eine Rückeroberung des Gebiets durch Aserbaidschan befürchtete, warf Aserbaidschan Armenien vor, Verhandlungen durch zuletzt erhobene Forderungen sinnlos gemacht zu haben und mit armenischen Beschuss von frontnahen Orten die Eroberung weiterer Gebiete Aserbaidschans vorzubereiten. Insbesondere in der Nähe der Frontlinie kam es zu gegenseitigem Artillerie-Beschuss von Stellungen wie auch grenznaher Dörfer und naher Städte wie Martuni, Martakert und Hadrut auf arzachischer Seite, Bərdə, Goranboy, Tərtər und Ağcabədi auf aserbaidschanischer. Daneben ist eine Bombardierung mit Drohnen und Raketen besonders der Hauptstadt von Arzach, Stepanakert, belegt. Armenische Raketen schlugen auch in entfernteren Großstädten, wie Gəncə und Mingəçevir ein, sogar zwei nahe der aserbaidschanischen Hauptstadt Baku. Darüber hinaus gab es Berichte über Artilleriefeuer auf armenisches Staatsgebiet und Armenien gab an, ein Kampfjet des Typs Suchoi-25 sei von der Türkei abgeschossen worden, was die Gegenseite bestritt.

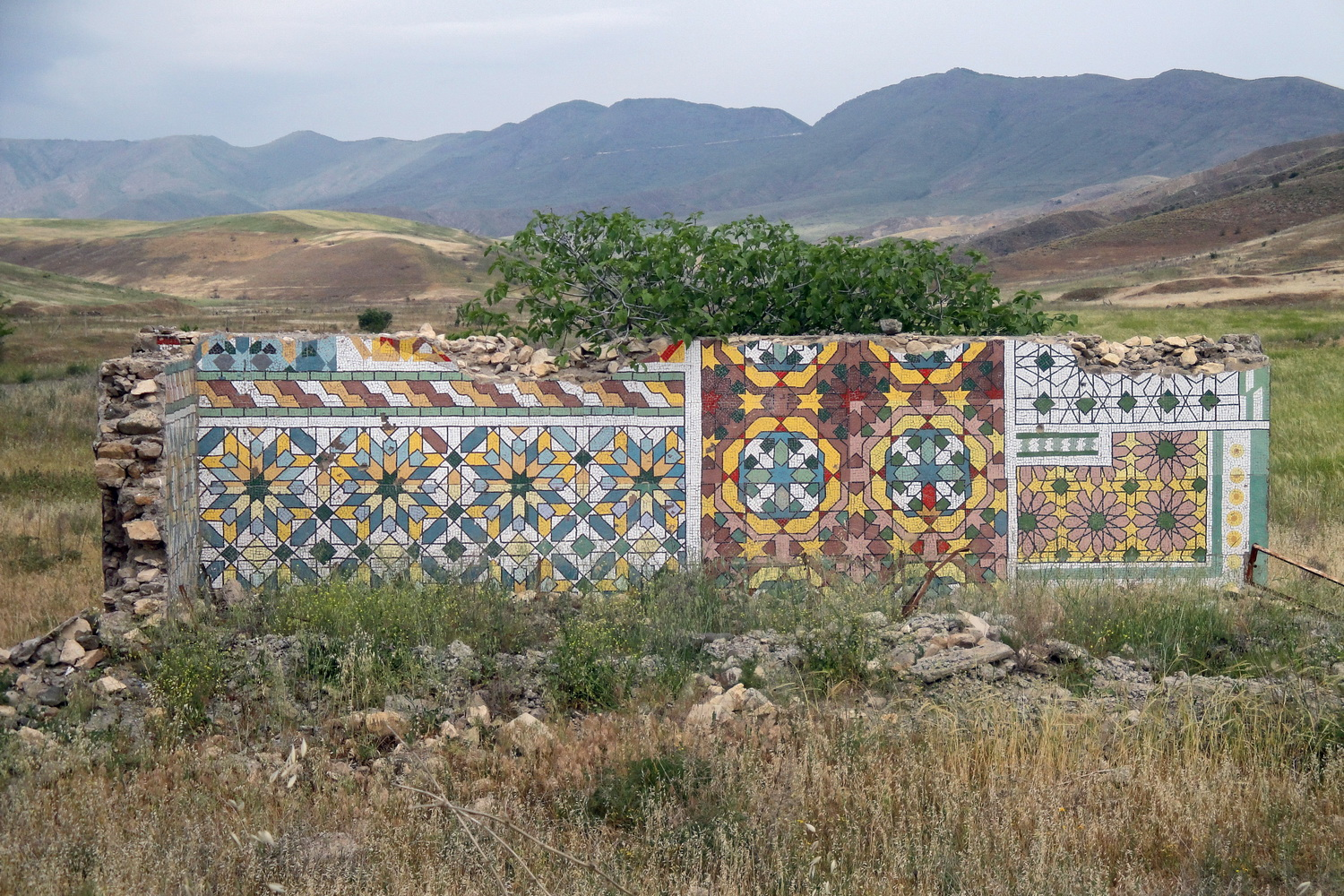
Reste der alten Bushaltestelle von Cəbrayıl (2014)

Dem gegenseitigen Beschuss folgte um den 28. September bis 5. Oktober eine aserbaidschanische Bodenoffensive gegen Arzach im nördlichen Tal des Tartar und vor allem im Süden am Aras an der iranischen Grenze. Insbesondere Drohnenangriffe auf armenische gepanzerte Fahrzeuge erwiesen sich dabei als hocheffizient. Im Süden wurden die Stadt Cəbrayıl und über ein Dutzend östliche und südöstliche Nachbardörfer eingenommen, die aber wie die Stadt selbst als ehemals von Aserbaidschanern bewohnte Orte seit 1994 zerstört und verlassen sind. Außerdem wurden ab 29. September erste Vorstöße zur wie Cəbrayıl verlassenen Stadt Füzuli unternommen. Im Norden wurden die beiden zur Mehrheit (armenisch) bewohnten Dörfer Talış und Madaghis nach aserbaidschanischen Meldungen eingenommen. Während die Einnahme von Talysch durch Filmaufnahmen bestätigt wurde, bestritt Arzach die Einnahme des südlicheren Madaghis. Die Ende September gemeldete Einnahme des Murovdağ-Gebirges, von dem aus Aserbaidschan die Verbindungsstraße Ostarmenien nach Martakert in Arzach unterbrochen haben will, konnte nie bestätigt werden. Parallel zu den ersten Erfolgen Aserbaidschans unternahmen die Präsidenten beider Länder international Bemühungen, für ihre Seite zu werben. Während Paschinjan den Einsatz russischer Friedenstruppen vorschlug und schließlich die internationale Gemeinschaft drängte, Arzach anzuerkennen, bestand Alijew auf der territorialen Integrität Aserbaidschans. Der Beschuss von Orten in allen Bezirken Aserbaidschans, die an Bergkarabach grenzen, ebenso wie von Stepanakert und weiteren Städte in Arzach nahm ab dem 7. Oktober zu. Dabei wurde auch die als Schutzraum genutzte Ghasantschezoz-Kathedrale in Schuschi getroffen wurde. Aserbaidschan bestreitet, die Kirche beschossen zu haben. 

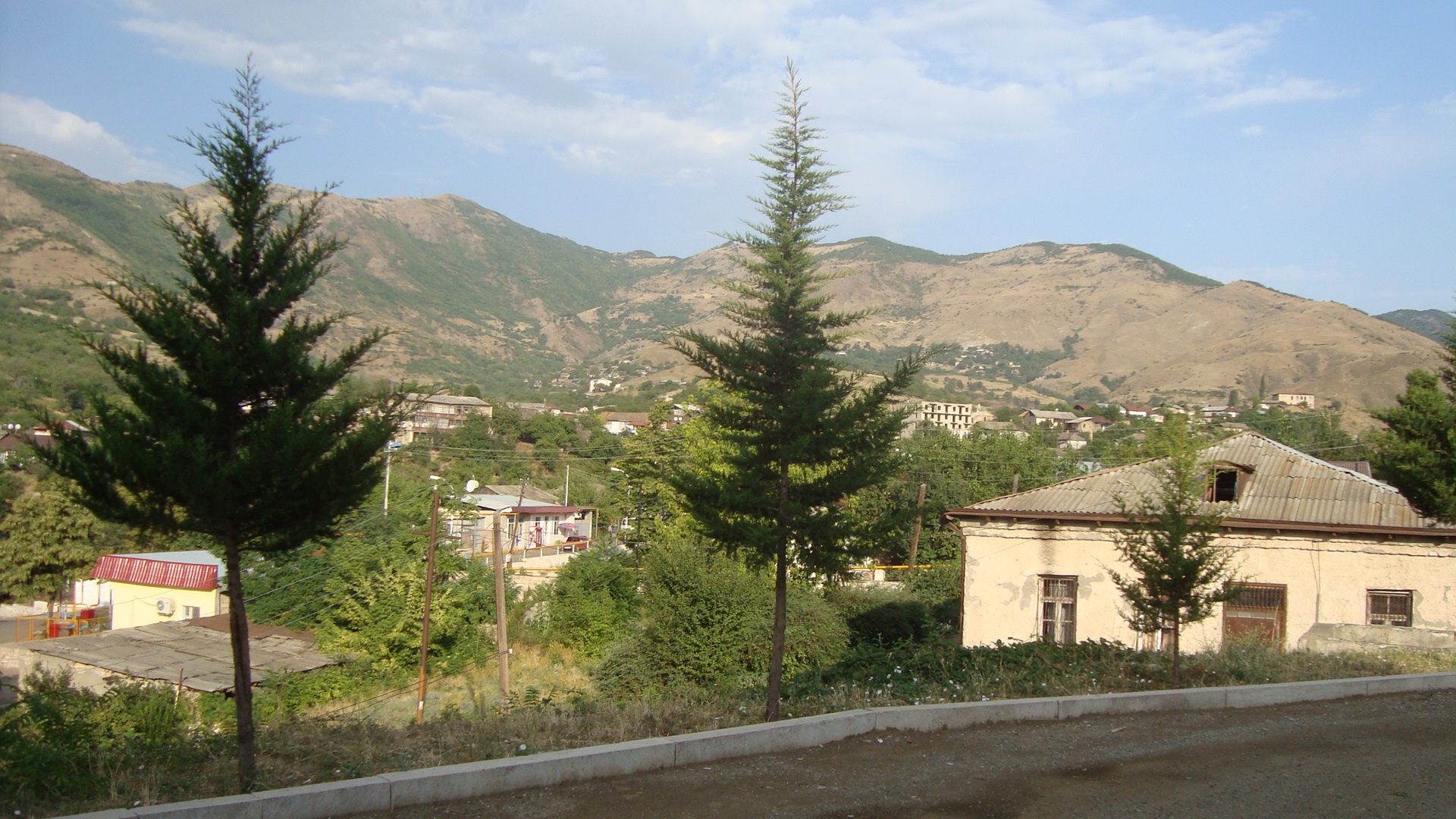
Blick über die Stadt Hadrut

Am 9. Oktober gab Aserbaidschan an, Hadrut im Kerngebiet von Bergkarabach eingenommen zu haben. Spätere Meldungen gaben nur Aktivitäten von aserbaidschanischen Sabotage-Kämpfern in der Umgebung an. Am 10. Oktober wurde nach mehr als 10 Stunden Vermittlungen durch Russland eine Waffenruhe ab 10 Uhr morgens vereinbart. Eigentliche Friedensverhandlungen sollen dann unter der Führung der Minsker Gruppe der OSZE stattfinden. Nur wenige Stunden nach dem Inkrafttreten der Waffenruhe beschuldigten sich beide Seiten gegenseitig, diese gebrochen zu haben. Am 11. Oktober 2020 setzten sich der gegenseitige Beschuss mit Artillerie und Raketen fort, so berichtete Aserbaidschan von einem Raketenangriff auf Gəncə fast 100 Kilometer nördlich des Kampfgebiets. Dabei seien zehn Zivilisten getötet, 35 verletzt worden, Armenien und Arzach bestreiten die Verantwortung. Ebenso wurde die aserbaidschanische Bodenoffensive wieder aufgenommen und die Einnahmen der Dörfer Mataghis/Suqovuşan im Norden und Süleymanlı südöstlich von Hadrut gemeldet. Die aserbaidschanische Armee berichtete in den Nächten vom 12. bis 14. Oktober von armenischen Gegenoffensiven und einer angespannten Lage im Süden um Cəbrayıl und Füzuli sowie im Osten um Ağdam und Martakert. Als am 13. Oktober vom aserbaidschanischen Verteidigungsministerium mit einem Video die Kontrolle der Stadt vermeldet wird, bezeichnen Bewohner der Region dies als gefälscht, die Nahaufnahmen stammten aus einem armenischen Nachbardorf. Während die Einnahme mehrerer Dörfern um Hadrut gemeldet wurde, blieb die Lage in der Stadt tagelang umstritten. Eine armenische Reportage, die um den 14. Oktober entstand, erwähnt einen zurückgeschlagenen aserbaidschanischen Angriff ab 11. Oktober und ein weiteres Video vom 16. Oktober zeigt ebenfalls eine armenische Kontrolle. 

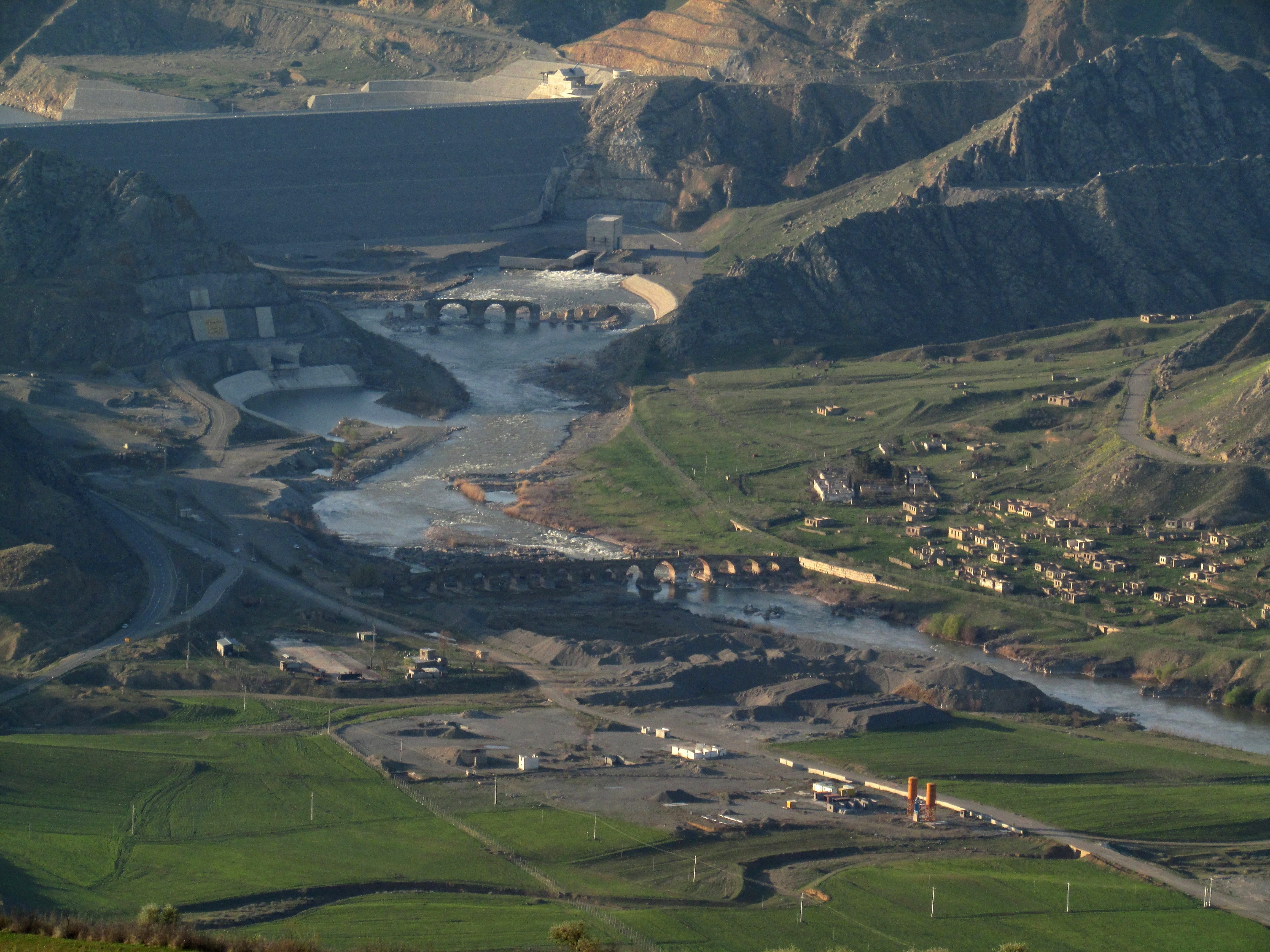
Die mittelalterlichen Brücken und die 2010 fertiggestellte Staumauer von Choda Afarin am Aras. Rechts das verlassene Dorf Choda Afarin, links und im Vordergrund iranisches Staatsgebiet

Beide Kriegsparteien berichteten am 15. Oktober übereinstimmend, dass die Taktik aserbaidschanischer Sabotageeinheiten hinter der Front die armenische Armee hier zurückdrängte. Bereits am Tag zuvor war erneut die Einnahme mehrerer Dörfer in der Umgebung von Füzuli durch Aserbaidschan vermeldet worden. Die armenische Seite berichtete am 15. bis 17. Oktober von schweren Kämpfen besonders im Norden um Mataghis und an der iranischen Grenze im Süden, während am 15. Oktober weitere sechs Orte dieser Region von Aserbaidschan als eingenommen gemeldet wurden. Es fanden erneut Bombardierungen von Orten in Arzach statt, wie auch die aserbaidschanische Seite von neuem Beschuss grenznaher Dörfer und Kleinstädte berichtet wurde. In den frühen Morgenstunden des 17. Oktober schlugen erneut Raketen in Wohngebieten der zweitgrößten aserbaidschanischen Stadt Gəncə ein, wobei 13 Menschen getötet und über 52 verletzt wurden. Am gleichen Tag meldete Aserbaidschan die Einnahme weiterer Dörfer in der Nähe von Füzuli sowie durch die Gegenseite bestätigt das Erreichen der mittelalterlichen Brücken von Choda Afarin am nahen Stausee von Choda Afarin am südlichen Grenzfluss Aras durch die aserbaidschanische Armee. Für den 18. Oktober 0.00 Uhr wurde eine vorübergehende taktisch-humanitäre Waffenruhe auch zum Austausch von gefangenen und getöteten Soldaten vereinbart. Der gegenseitige Beschuss von Siedlungen nahm danach signifikant ab, ab dem 21. Oktober jedoch wieder zu.
Aserbaidschan meldete am 19. Oktober 13 weitere Dörfer in der Umgebung von Cəbrayıl als eingenommen, womit die Gesamtzahl der nach aserbaidschanischen Angaben eingenommenen Orte auf 74 stieg. Die meisten Orte sind seit 1994 verlassene Siedlungen, darunter auch die Kleinstadt Füzuli, die Aserbaidschan am 17. Oktober als eingenommen meldete. Am Morgen des 20. Oktober meldete Arzach neue Kämpfe an allen Fronten und eine erfolgreiche armenische Gegenoffensive von Norden in Richtung des Stausees von Choda Afarin. Aserbaidschan vermeldete an dem Tag die Einnahme von 18 Orten in der Umgebung von Füzuli, Hadrut und Cəbrayıl sowie die Stadt Zəngilan nahe der armenischen Grenze und einige Orte in ihrer Umgebung, auch die aserbaidschanische Einnahme von Hadrut war nun unwidersprochen. Damit brachen aserbaidschanische Truppen während der armenischen Gegenoffensive nach Südwesten durch und nahmen Siedlungen zwischen Armenien und dem alten Bergkarabach ein, die zwar auch 1994 verlassen wurden, aber danach zumindest teilweise armenisch besiedelt wurden. Am 21. und 22. Oktober berichteten Aserbaidschan und Armenien gleichermaßen über heftige Gefechte an allen, besonders den südlichen Fronten. Aserbaidschan meldete weitere Ortschaften um Füzuli und Cəbrayıl sowie den Aras aufwärts nach Westen bis Ağbənd an der Grenze zu Armenien als eingenommen. Armenien und Arzach bestritten dies zunächst und sprachen von einer „stabil-ernsten“ und „gemischten“ Lage, einige Offensiven nach Norden in die Berge hätten nachts abgewehrt und in einer Gegenoffensive Gebiete in Richtung Aras zurückgewonnen werden können. Aserbaidschan bestätigte, dass es an beiden Tagen ernsthafte armenische Gegenoffensiven im Norden um Martakert/Ağdərə, im Süden um Füzuli-Cəbrayıl und auch in der Region Qubadlı gegeben hatte, nach deren Ende die aserbaidschanische Armee 22 Orte zurückerobert hätte. Außerdem wurden mehrere Regionen Aserbaidschans von Armenien mit Raketen beschossen, laut aserbaidschanischer Seite auch mit dem Ziel, wichtige Wasserleitungen zu treffen, und Aserbaidschan beschoss wieder verstärkt Städte in Bergkarabach, vor allem im Süden. An den gleichen Tagen führte der armenische Premier Paschinjan Gespräche mit den Oppositionsparteien, um eine gemeinsame Linie zu finden, und die Regierung bildete ein Beratungsgremium mit ehemaligen Präsidenten und Ministern. Armenien beschloss außerdem Sanktionen für den Handel mit der Türkei. Währenddessen forderte Alijew erneut den Rückzug Armeniens aus den besetzten Gebieten und zeigte sich offen für eine „kulturelle Autonomie“ der Armenier in Bergkarabach. Armenien und Arzach richteten Bitten um Unterstützung nach Russland und boten an, russische Friedenstruppen in der Region zu akzeptieren.

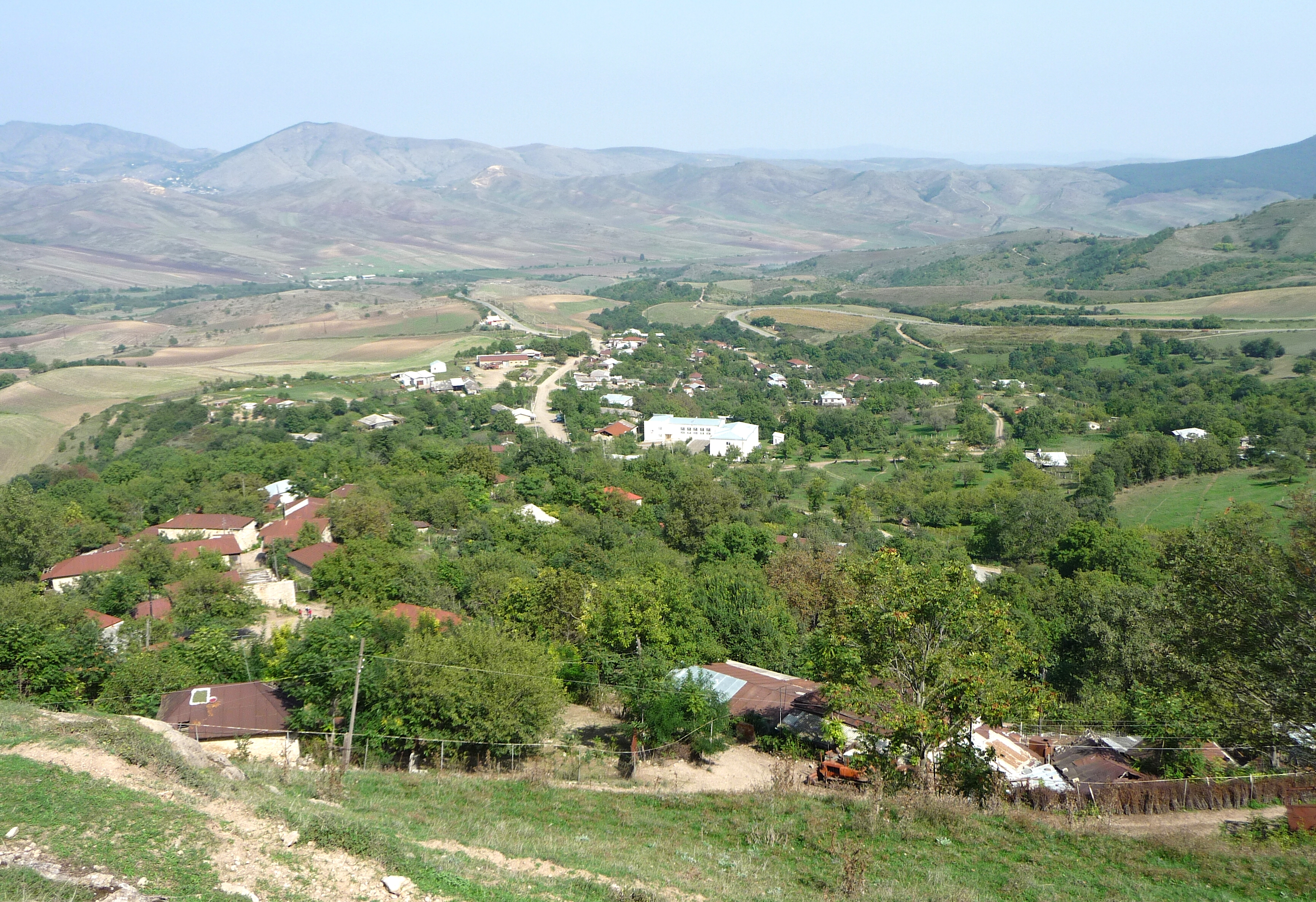
Das armenische Dorf Scheker nördlich von Hadrut

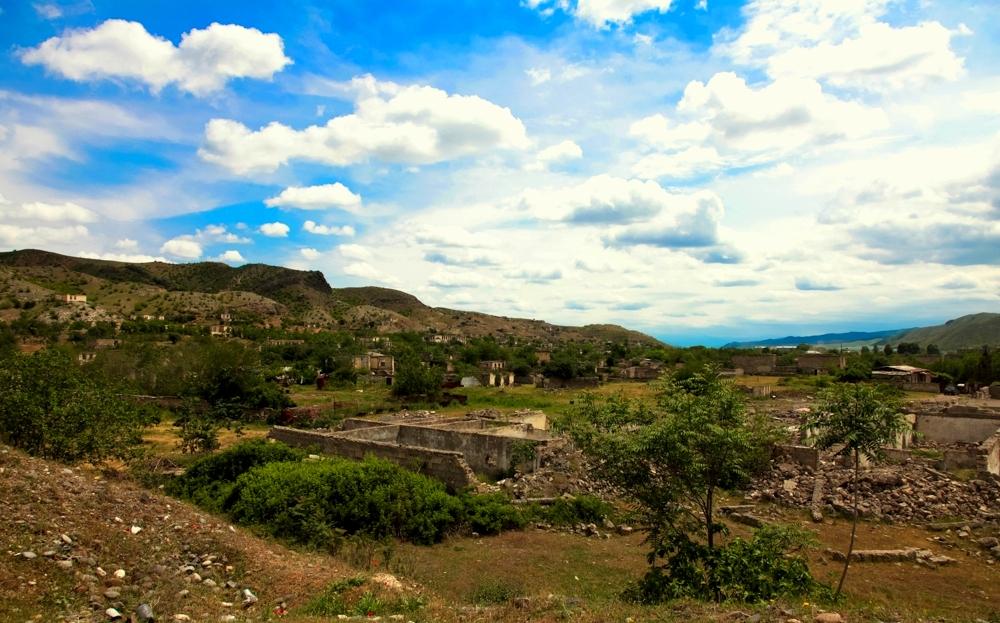
Qubadlı (armen. Kaschunik)

Ab dem 23. Oktober erfolgte eine aserbaidschanische Offensive von Füzuli nach Norden, bei denen einige leere Dörfer in der Nähe eingenommen wurden und Kämpfe bei den armenisch besiedelten Dörfern um Scheker und Dschiwani, ca. 15 km nördlich von Hadrut und nordwestlich von Füzuli, ausbrachen. In der Nacht vom 23. zum 24. Oktober begann eine aserbaidschanische Offensive gegen den Latschin-Korridor mit regulären Truppen, Panzer- und Artillerieeinheiten sowie Luftunterstützung den Hakari hinauf sowie von Cəbrayıl nach Westen. Bereits am 24. Oktober wurden weitere 13 Dörfer im Tal des Hakari als von Aserbaidschan eingenommen gemeldet. Dieses beschuldigte die Verteidiger, auch vom Staatsgebiet Armeniens die Offensivtruppen anzugreifen; Armenien ist durch ein militärisches Beistandsabkommen mit Russland geschützt, seine Grenztruppen kommen aus Russland. Außerdem meldete die armenische Seite am 24. Oktober wieder Kämpfe in den Dörfern nördlich von Hadrut bis Scheker und am Fluss Woghdschi bei Zəngilan bis in die Nähe der armenischen Grenze. Die aserbaidschanische Einnahme von Zəngilan und Mincivan wurde nun auch von armenischer Seite bestätigt. Am Abend des 25. Oktober erklärte Aserbaidschan, auch die nahe Kleinstadt Qubadlı und einige benachbarte Dörfer eingenommen zu haben. Demgegenüber blieb die Front im Norden fast unverändert und nach arzachischen Angaben wurde Mataghis wieder armenisch kontrolliert. Für den 26. Oktober 8.00 Uhr früh vereinbarten die Kriegsparteien durch Vermittlung der USA einen dritten humanitären Waffenstillstand. Nach wenigen Minuten beschuldigten sie sich gegenseitig, ihn gebrochen zu haben: Durch armenischen Beschuss der Städte Bərdə und Tərtər oder aserbaidschanischen Beschuss der armenischen Stellungen. Die Kämpfe wurden unvermindert fortgesetzt. 

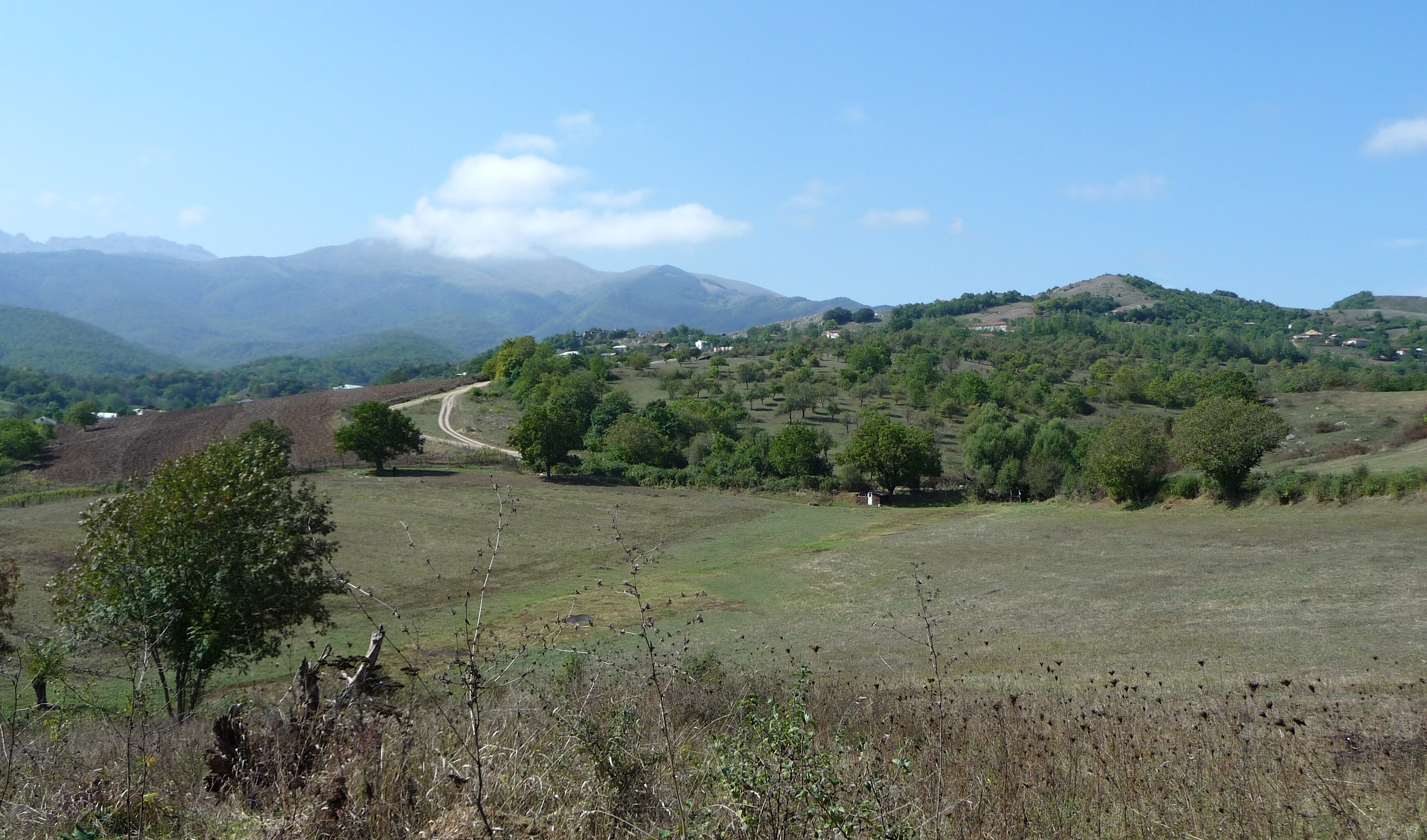
Das armenische Dorf Awetaranoz (aserb. Çanaqçı)

Am 26. Oktober nahm der aserbaidschanische Beschuss von Martakert, Martuni und auch von Askeran nördlich davon deutlich zu und Arzach schoss nach aserbaidschanischen Angaben allein an diesem Tag etwa 200 Artillerieprojektile in die Dörfer östlich der Front. Beides setzte sich in den weiteren Tagen fort, zudem kam es zu aserbaidschanischen Angriffen auch in Richtung Askeran. In Arzach wurde am 27. Oktober der Verteidigungsminister ausgetauscht und Armenien richtete Sicherheitsmaßnahmen gegen Infiltration des eigenen Territoriums durch aserbaidschanische Einheiten ein. Am gleichen Tag meldete die armenische Seite aus dem Dorf Awetaranoz Kämpfe, ca. 30 km nordwestlich von Scheker an der Straße nach Schuschi. Im Südwesten wurden erfolgreiche Gegenoffensiven gemeldet, die von der armenischen Grenze ausgingen und die aserbaidschanischen Truppen am Hakari bis Xanlıq und südlicher als Qubadlı am Bazarçay zurückwarfen. In der Nacht vom 27. zum 28. Oktober berichtete die aserbaidschanische Seite von armenischen Gegenoffensiven in allen Kampfgebieten vom Nordosten bis zum Südwesten, die nur unter großen Verlusten auf beiden Seiten gestoppt werden konnte. Am Nachmittag des 28. meldete Alijew nach längerer Pause wieder die aserbaidschanische Einnahme von Dörfern, vor allem in der Region um Qubadli und Zəngilan, aber auch einige bei Füzuli und Cəbrayıl. Das armenische Verteidigungsministerium teilte mit, dass ein erneuter aserbaidschanischer Angriff auf den Latschin-Korridor abgewehrt worden sei und berichteten am 29. Oktober, die Gegenseite bei Qubadlı wieder nach Süden gedrängt zu haben.
Die Verschärfung der Kämpfe war wieder mit zunehmendem gegenseitigen Beschuss verbunden, am Nachmittag des 28. Oktober wurde ein Straßenzug in Bərdə von armenischen Smerch-Raketen zerstört, wobei 21 Menschen getötet und etwa 70 verletzt wurden. Es gab weiteren Beschuss auf Dörfer in der Region Tərtər und Goranboy und von Armenien aus auch Tovuz und Gədəbəy sowie von Orten in Bergkarabach wie Schuscha und umgebende Dörfer, in Stepanakert die Entbindungsklinik mit umgebendem Stadtgebiet. In Armenien wurden an diesem Tag Verschärfungen des Kriegsrechts sowie die Schaffung einer Miliz vom Parlament beschlossen. Am 29. Oktober berichtete Arzach, dass Aserbaidschan intensive Anstrengungen an allen Teilen der Front unternimmt, sich aber besonders in Richtung der Stadt Schuscha konzentriere. Aserbaidschanische Soldaten stünden bereits 5 km vor der Stadt. Am 30. Oktober beschuldigte die armenische Seite Aserbaidschan, die Wälder um Mataghis und kurz danach auch im südlichen Kampfgebiet mit Phosphorbomben in Brand zu setzen. Die Kriegsparteien beschuldigten sich schließlich gegenseitig, doch alle Brandherde lagen auf armenischer Seite der Front, in einem Fall in einem armenischen Dorf, was den Einsatz durch die aserbaidschanische Kriegspartei wahrscheinlich macht. Am gleichen Tag wurden wieder Kämpfe in Richtung Latschin-Korridor gemeldet, wobei es auch zu gegenseitigem Artilleriebeschuss über die Grenze Armeniens kam. Russland erklärte, Armenien beim Schutz seines Staatsgebietes „alle notwendige Unterstützung“ zukommen zu lassen. Alijew verkündete neun Dorfeinnahmen bei Qubadli, Zəngilan und Cəbrayıl. Unter Vermittlung der OSZE in Genf wurde an diesem Tag erneut vereinbart, den gegenseitigen gezielten Beschuss der Zivilbevölkerungen einzustellen. Bereits am 31. Oktober 7:10 Uhr Ortszeit wurden der Markt von Stepanakert und seine Umgebung beschossen. Es gab keine Opfer, weil die meisten nicht geflohenen Zivilisten sich um diese Zeit noch in Luftschutzkellern aufhielten. Aserbaidschan bestritt die Verantwortung und beschuldigte die armenische Seite, wieder grenznahe Orte zu beschießen. Der Beschuss grenznaher Orte sowohl in Aserbaidschan als auch in Arzach und teils in Armenien selbst setzte sich bis zum Ende des Krieges fort.

#### November

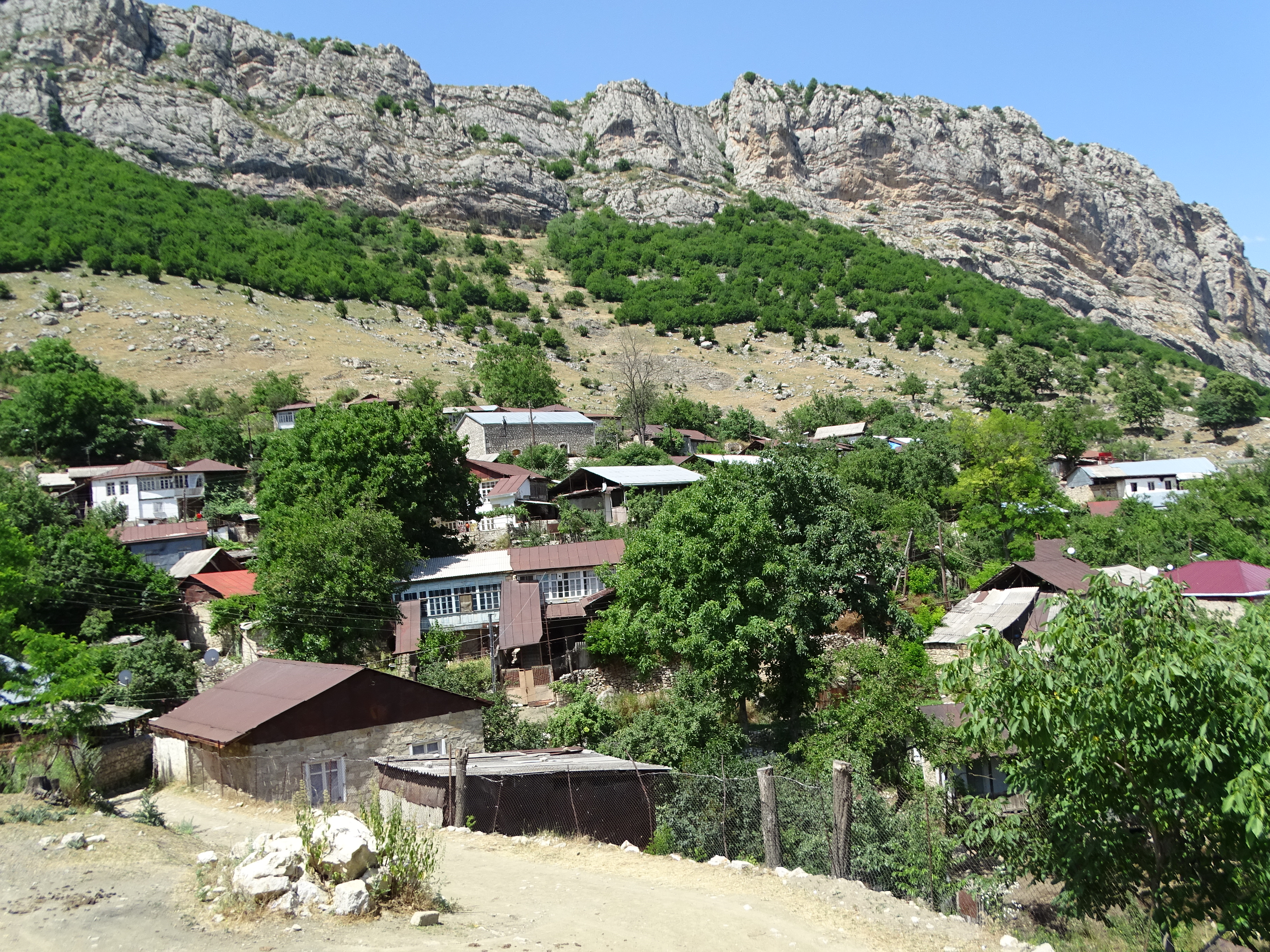
Das armenische Dorf Karin Tak (aserbaidschanisch Daşaltı) unterhalb des Plateaus (aserb. Cıdır Düzü), an dem auch Schuschi liegt

Nach Angaben der abchasisch-russischen Nachrichtenagentur ANNA News brachen aserbaidschanische Spezialeinheiten nach dem 31. Oktober einen Angriffsversuch südlich von Schuschi (aserbaidschanisch Şuşa) ab. Am 2. November berichtete die armenische Seite über einen erneuten aserbaidschanischen Angriff in Richtung Latschin-Korridor, die aserbaidschanische Seite meldete die Dörfer Tschaprand, Hadschi Isagli and Goscha Bulag in Dschäbrail, Dere Giletag und Boyuk Giletag in Zangilan sowie Muradxanlı und İşıqlı am Hakari und Milanlı östlich in den Bergen, alle drei etwa 40 km südlich von Latschin als eingenommen. Nach armenischen Medien wurde die aserbaidschanische Armee in der folgenden Nacht aber wieder in die Ausgangspositionen zurückgeworfen. Daneben führte Aserbaidschan erneut eine Offensive im Südosten um Scheker zwischen Füzuli und Schuschi durch, wobei es einige Positionen in der Nähe des Städtchens Tschartar (aserbaidschanisch Çartar/Güneyçartar) südöstlich von Martuni einnehmen konnte. Außerdem gab es Angriffsversuche in Richtung Karmir Schuka (aserbaidschanisch Qırmızı Bazar), ein westliches Nachbardorf von Scheker, und im Norden in Richtung Martakert. Am 3. November folgte eine aserbaidschanische Offensive an der Straße Füzuli-Schuschi bei Scheker, Karmir Schuka und dem Nachbardorf Taghaward, nach von Arzach veröffentlichten Bildern diesmal nicht mit Spezialeinheiten, sondern regulären Armeeverbänden, wobei auch aserbaidschanische Stellungen in Füzuli von der armenischen Seite beschossen wurden. Die Offensive wurde nach armenischen Angaben abgewehrt. Während der Kämpfe mit aserbaidschanischen Spezialeinheiten / Diversanten / Saboteuren südlich von Schuschi, die bis Karin Tak (aserbaidschanisch Dașaltı, armenisch Քարին տակ, manchmal auch westarmenisch Karin Tag umschrieben) reichten, wurden auch wieder Stepanakert und besonders Schuschi von Aserbaidschan bombardiert, östlich erneut einige aserbaidschanische Dörfer durch Arzach beschossen. Am 4. Oktober sperrten die Behörden Arzachs Teile der Straße von Schuschi nach Goris in Armenien, nachdem in der Nacht zuvor in der Nähe von Karin Tak aserbaidschanische Spezialeinheiten, die rund um den Großen Kirs weiter aktiv sind, entdeckt worden waren. Am Abend des 5. November berichteten sie, der Straßenabschnitt am Lisagorski-Pass sei „gesäubert“. Unterdessen versuchte die aserbaidschanische Armee einen erneuten, fünften Angriff auf den Latschin-Korridor mit Unterstützung durch die Luftwaffe, die armenische Seite veröffentlichte Aufnahmen zerstörter Panzer und bestätigte in den folgenden Tagen ihr Scheitern. Die vom aserbaidschanischen Präsidenten am 7. November als eingenommen gemeldeten Ortschaften liegen wieder südlicher am Hakari, darunter Bala Soltanlı und Mərdanlı, die im Oktober schon einmal gemeldet wurden. Ebenfalls am 4. November berichtete die aserbaidschanische Seite vom Einsickern armenischer Sabotage-Einheiten in der westlichen Südregion Zəngilan, die unter schweren Verlusten vertrieben worden seien.

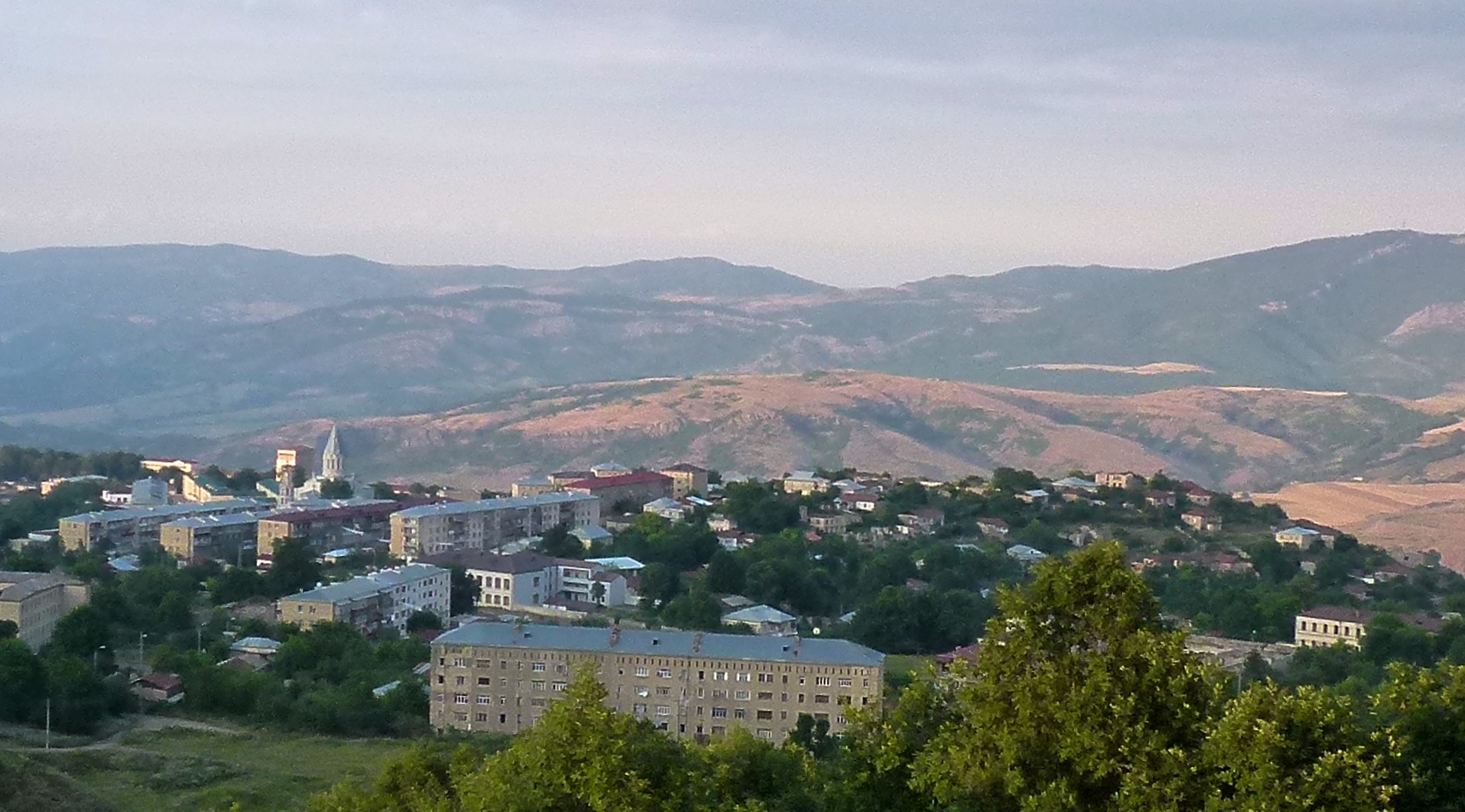
Blick über Schuschi/Şuşa (2013), links die Ghasantschezoz-Kathedrale (Heilig-Erlöser-Kathedrale)

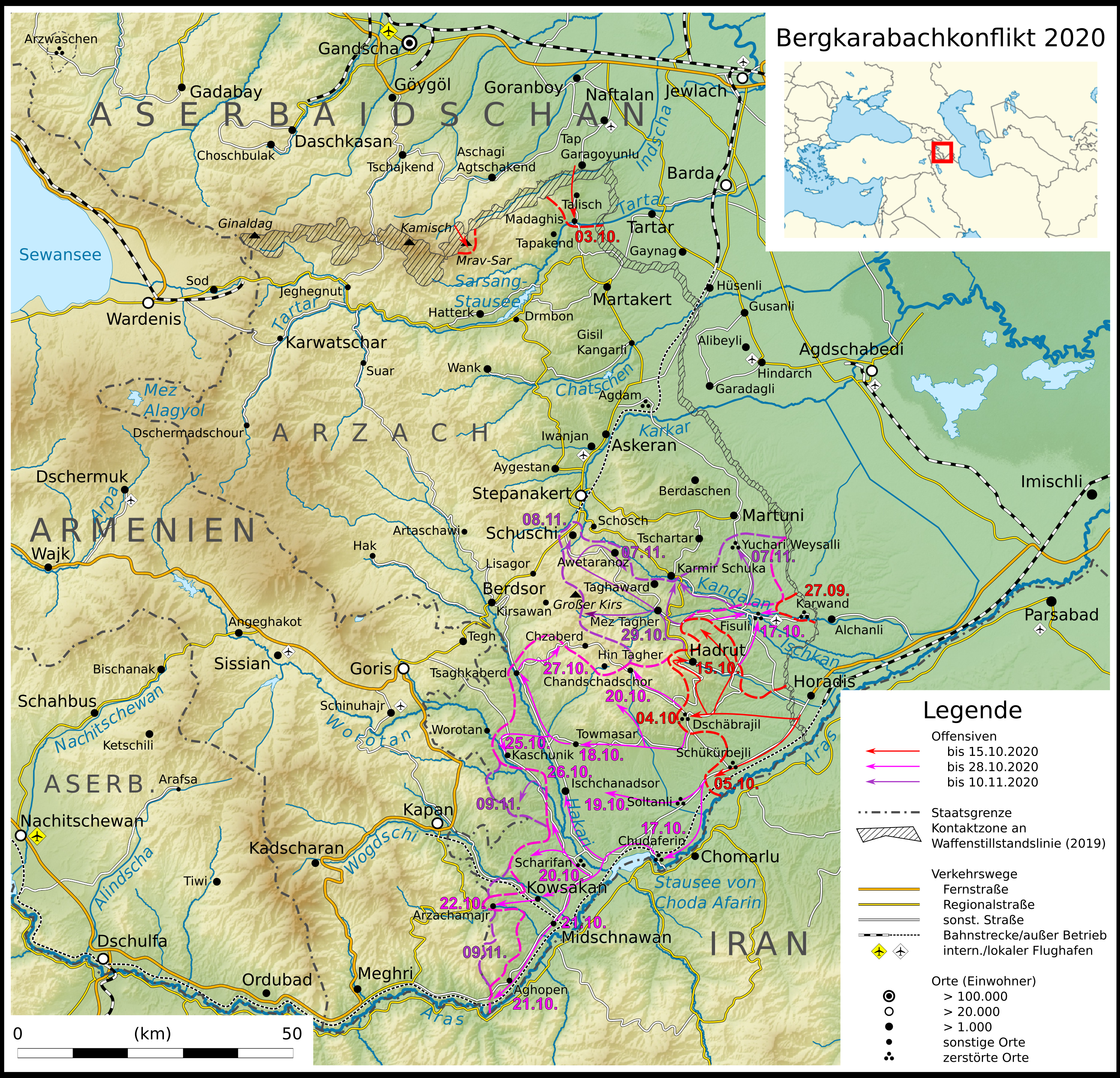
Verlauf des Krieges von September bis November, eingeteilt in 3 Phasen

Nach dem 5. November berichtete Arzach von erheblich verstärkten Angriffen der aserbaidschanischen Armee mit Spezialeinheiten, Panzern, Luftwaffe, Artillerie und Drohnen und heftigen Kämpfen um Karin Tak und um die in der historischen aserbaidschanischen und armenischen Erinnerung bedeutende alte Hauptstadt von Karabach: Şuşa/Schuscha/Schuschi. Zu Kämpfen kam es auch in Richtung Stepanakert, das nur 10 km von Schuschi entfernt unterhalb im Flusstal des Qarqarçay liegt. Am Morgen des 8. November meldete Aserbaidschan, Schuscha sei „von der Okkupation befreit“. Die armenische Seite wiederholte am Abend, schwere Kämpfe dauerten weiter an, erst der nächste Tag werde Klarheit über den Verlauf dieser entscheidenden Schlacht bringen. Am selben Tag begann eine Evakuierung von Zivilisten, Journalisten und Soldaten. Am nächsten Morgen behauptete Armenien, es sei in der Nacht gelungen, die Gegner in der Region Karin Tak-Schuschi zurückzudrängen. Nach weiteren Kämpfen meldete der Premierminister Armeniens, Nikol Paschinjan und die Armeesprecher Armeniens, die Kämpfe um Schuschi würden fortgesetzt. Dem widersprach jedoch am Nachmittag der Regierungssprecher von Arzach, Wahram Pogossjan: Schuschi sei komplett der armenischen Kontrolle entzogen, die aserbaidschanischen Angriffe würden jetzt gegen Stepanakert fortgesetzt, und Arzachs Präsident Arajik Harutjunjan präsentierte sich im Hauptquartier der arzachischen Armee als „Verteidiger von Stepanakert“. Ebenfalls im Verlaufe des 9. November meldete der aserbaidschanische Präsident eine wachsende Zahl von Dörfern als eingenommen, darunter Karin Tag, Taghaward, Awetaranoz, Sghnach, weitere Dörfer zwischen Hadrut und Scheker und zahlreiche weitere Siedlungen an allen Frontabschnitten, die armenische Seite berichtete nur noch über begrenzte Erfolge in Karmir Schuka.
Damit war der Krieg militärisch entschieden. Insbesondere die Einnahme Schuschis war für Aserbaidschan von großem strategischen Wert: Hier konnte die Hauptverbindung zwischen Armenien und Arzach blockiert werden und die Stadt liegt direkt oberhalb von Stepanakert, das von hier aus leicht beschossen werden konnte. Wie der Präsident von Arzach, Arajk Harutjunjan, am 10. November ausführlich begründete, war daher die Verteidigung nach der verlorenen Entscheidungsschlacht um Schuschi angesichts der überlegenen aserbaidschanischen Bewaffnung und Taktik komplett zusammengebrochen und die Einnahme des übrigen Arzach durch Aserbaidschan im Falle einer Fortsetzung der Kämpfe nur noch eine Frage weniger Tage.
Am selben Tag wurde ein Mil-Mi-24-Kampfhubschrauber der russischen Streitkräfte nahe der autonomen Republik Nachitschewan abgeschossen. Dabei sind zwei Besatzungsmitglieder getötet und ein weiteres verletzt worden. Das Außenministerium von Aserbaidschan gab in einer Stellungnahme an, dass aserbaidschanische Kräfte den Hubschrauber versehentlich abgeschossen hätten. Aserbaidschan bat um Entschuldigung und bot Russland eine Entschädigung an. Erst in den letzten Tagen des Konfliktes begannen russische Streitkräfte, von ihrer Basis bei Gjumri, ihre modernen elektronischen Möglichkeiten einzusetzen und damit die Luftaufklärung durch aserbaidschanische Drohnen über armenischem Gebiet zu stören.

### Waffenstillstandsabkommen vom 9./10. November und Reaktionen

Festlegungen des Waffenstillstandsabkommens

Am Abend des 9. November unterzeichneten die Präsidenten Russlands und Aserbaidschans sowie der Premierminister Armeniens mit Zustimmung Arzachs gegen 9:00 Uhr ein Abkommen, die Kampfhandlungen am 10. November ein Uhr morgens einzustellen. Es beinhaltet neun Punkte, auf die sich die Konfliktgegner geeinigt haben: Aserbaidschan und Armenien verpflichteten sich, ihre aktuellen Positionen einzufrieren. Armenien soll sich in mehreren Schritten aus den noch gehaltenen Gebieten um die frühere Autonome Oblast Bergkarabach zurückziehen und sie an Aserbaidschan übergeben. Eine 1960 Personen umfassende russische Grenztruppe übernimmt die Beobachtung der Waffenstillstandslinie und des Latschin-Korridors, der weiterhin den Rest Arzachs mit Armenien verbinden soll. Aserbaidschan erhält die Zusage freier Verkehrswege zu seiner Exklave, der autonomen Republik Nachitschewan, und die Grenzen zwischen beiden Staaten sollen geöffnet werden. Flüchtlinge dürfen nach Bergkarabach und die umgebenden Gebiete zurückkehren. Das Abkommen gilt für 5 Jahre und verlängert sich automatisch, wenn keiner der Beteiligten widerspricht.
Den im Statement nicht enthaltenen Angaben des aserbaidschanischen Präsidenten, auch türkische Einheiten würden an der Sicherung des Abkommens beteiligt, widersprach Russland noch am gleichen Tag und schloss die Präsenz türkischer Truppen im Konfliktgebiet aus. Dennoch bewilligte das türkische Parlament am 17. November die Entsendung von Truppen, die jedoch nur auf aserbaidschanisch kontrolliertem Gebiet zur Überwachung des Abkommens eingesetzt werden. Am 18. November wurde die Entsendung russischer Truppen vom Föderationsrat nachträglich bestätigt.
Nach Bekanntwerden des Abkommens, das der armenische Premierminister Nikol Paschinjan unterzeichnet hatte, ohne sich zuvor mit dem Staatspräsidenten Armen Sarkissjan und dem Parlament abzusprechen, stürmten Demonstranten den armenischen Regierungssitz und Abgeordnetenbüros am Platz der Republik und schlugen Parlamentspräsident Ararat Mirsojan zusammen. Auch in das Wohnhaus Paschinjans drangen die Demonstranten ein und richteten Zerstörungen an. Der Präsident von Arzach, Arajik Harutjunjan, verteidigte am 10. November 2020 die Annahme der Waffenstillstandsbedingungen durch Paschinjan kurz nach dem Fall der Stadt Schuschi, da ein weiterer Zusammenbruch der Front befürchtet worden sei. Eine Eroberung ganz Arzachs durch den Feind sei nur noch eine Frage von Tagen gewesen, nachdem zuletzt weitere, neuartige Drohnen mit vernichtender Wirkung zum Einsatz gekommen seien. Ähnlich hatte zuvor schon Paschinjan das Abkommen begründet, wobei ihm später sein Verteidigungsminister zustimmte und auf eine Konsultation der Militärführung vor Zustimmung zum Waffenstillstandsabkommen verwies. Am 18. November bestätigte auch der zurückgetretene Chef des armenischen Generalstabes, Movses Hakopian, den Kollaps der Verteidigung, wobei er auch die armenischen Falschmeldungen am Ende des Krieges und die Entscheidung, nur Freiwillige statt aller Wehrpflichtigen zu rekrutieren, kritisierte. In Aserbaidschan kam es nach Verkündung des Abkommens zu öffentlichen Siegesfeiern, in Armenien fanden in den Straßen Proteste gegen das Abkommens statt, die in Gewalt umschlugen. Am Folgetag der Unterzeichnung wurde aufgerufen, sich nicht an das Abkommen zu halten. Der Vorsitzende des arzachischen Sicherheitsrats trat zurück und Präsident Harutjunjan sowie die armenische Regierung wurden zum Rücktritt aufgefordert, sowohl aus Arzach als auch von allen Teilen der armenischen Opposition.

### Umsetzung des Waffenstillstands

Zusammenstöße nach Abschluss des Waffenstillstands bis April 2021:
Schusswechsel
Grenzstreitigkeit
Beschuss durch Aserbaidschan
Beschuss durch Armenien

Bereits am Mittag des 10. November begann die Verlegung russischer Truppen in die Konfliktregion. Sie begannen neben der Einrichtung von Überwachungsposten auch mit der Räumung von Minen. Die armenische Regierung plant die Aufnahme von Verkehrsverbindungen in die Provinz Sjunik sowie in den Iran über das aserbaidschanische Nachitschewan, was durch das Abkommen ermöglicht wird. In den von Aserbaidschan eroberten oder an sie übergebenen Gebieten wurde eine nächtliche Ausgangssperre verhängt und schrittweise Polizeistationen eingerichtet – zuerst in Schuscha und Hadrut – die zunächst auch der Verwaltung der Gebiete dienen. Am 17. November wurde der Latschin-Korridor unter russischen Friedenstruppen geöffnet. Die Räumung und Übergabe Kəlbəcərs wurde um 10 Tage auf den 25. November verschoben. So wurde am 19. November als erstes der Bezirk Ağdam geräumt. Am 23. November veröffentlichte Armenien eine Liste der besiedelten Orte, die von Aserbaidschan eingenommen wurden oder im Rahmen des Abkommens übergeben werden. Die am 25. November schließlich erfolgte Räumung und Übergabe Kəlbəcərs führte zu Internet- und Kommunikationsausfällen in Bergkarabach, da die entsprechenden Kabel durch das übergebene Gebiet verlaufen. Am 1. Dezember wurde schließlich auch der Bezirk Laçın an Aserbaidschan übergeben. Aus diesem waren wie zuvor auch aus den anderen beiden fast alle armenischen Bewohner geflohen. Die aserbaidschanische Armee rückte zu den jeweiligen Terminen in den Gebieten ein und begann mit der Einrichtung von Posten und einer Verwaltung.
Während Bus- und Schulbetrieb in Arzach Ende November wieder aufgenommen wurden, blieben Probleme in der Kommunikation einschließlich Mobilfunk sowie in der Stromversorgung noch bestehen. Mit russischer Unterstützung durch Materiallieferungen wurde der Wiederaufbau von Wohnhäusern und Infrastruktur in Arzach begonnen. Der Schulbetrieb in Arzach konnte bis Mitte Dezember erst für die Hälfte der Schüler wieder aufgenommen werden. Auch der Betrieb der armenischen Mine bei Sotk musste vorübergehend eingestellt werden, da sie zur Hälfte auf dem nun an Aserbaidschan übergebenen Gebiet liegt und die aserbaidschanische Armee in deren Hälfte einen Posten errichtete. Im Laufe des Dezembers räumte Armenien auf Anweisung von Premier Paschinjan seine verbliebenen Stellungen in früheren Gebiet von Arzach in der Umgebung von Kapan und zog sich hinter die Staatsgrenzen aus sowjetischer Zeit zurück, um Kämpfe mit einrückenden aserbaidschanischen Grenztruppen zu vermeiden. Am 2. Dezember begann Aserbaidschan mit der Demobilisierung seiner Truppen. Am 5. Dezember wurde ein Gefangenenaustausch vereinbart, der alle von den beiden Seiten Gefangenen umfassen soll, auch aus der Zeit vor September 2020. Der Austausch verlief jedoch auch danach noch schleppend, insbesondere für die von Aserbaidschan Gefangengenommenen. Am 10. Dezember, einen Monat nach Abschluss des Waffenstillstands, wurde in Baku eine Militärparade zur Feier des Sieges abgehalten. Gezeigt wurde neben aserbaidschanischem Kriegsgerät auch Waffen, die von der armenischen Armee erbeutet wurden. Anwesend war auch der türkische Präsident Erdoğan.
Am 11. Dezember kam es erstmals zu Verletzungen des Waffenstillstands, als aserbaidschanische Einheiten die letzten armenisch gehaltenen Dörfer in der Provinz Hadrut angriffen. Laut Aserbaidschan handelte es sich um einen Anti-Terror-Einsatz gegen in der Region verbliebene armenische Kämpfer, die in den Wochen zuvor vier Soldaten getötet und drei verwundet hätten. Die Bewohner verließen die Dörfer wegen der Kämpfe und sechs armenische Soldaten sowie drei aus Arzach wurden verwundet, insgesamt 73 verschwanden und wurden wahrscheinlich gefangen genommen. Die russischen Friedenstruppen beendeten die Kämpfe und nach Verhandlungen wurden am 14. Dezember die Dörfer Hin Tagher und Ktschaberd endgültig und damit die gesamte Provinz Hadrut in aserbaidschanische Kontrolle übergeben. Am 13. Dezember berichtete Arzach von einem aserbaidschanischen Angriff auf zwei Dörfer in der Provinz Schuschi. Erst am 17. Dezember konnten russische Friedenstruppe den Abzug der aserbaidschanischen Truppen aus den meisten der neu eingenommenen Orte verhandeln, sodass die Blockade wieder aufgehoben war. Am 28. Dezember kam es zur Tötung eines aserbaidschanischen Soldaten durch mutmaßlich Armenier. Aserbaidschan wirft der Republik Arzach vor, den Waffenstillstand brechen und Gebiete zurückerobern zu wollen, und den russischen Friedenstruppen, ihre Aufgabe nicht zu erfüllen. Auch Forderungen nach aserbaidschanischer Kontrolle über den Latschin-Korridor wurden laut.
Durch die Umsetzung des Waffenstillstands wurden auch die armenischen Dörfer Agarak, Usanis und Jegward an der Grenze zu Aserbaidschan weitgehend vom Rest des Landes abgeschnitten und deren Versorgung über den Winter ist nicht sichergestellt. Ebenso kam es an der Straße zwischen Goris und Kapan, die an der Grenze verläuft, insbesondere in der Gemeinde Schurnuch und in der Gemeinde Worotan zu Streitigkeiten um den Verbleib von Siedlungsteilen, die laut aserbaidschanischen Vermessern zum aserbaidschanischen Territorium gehören. Armenien betrachtet die Grenzziehung daher nur als vorläufige Festlegung von Kontrollzonen, der eine dauerhafte Grenzfestlegung erst nach der Normalisierung der diplomatischen Beziehungen beider Länder folgen kann. Nachdem aserbaidschanische Posten an der Grenze bei Schurnuch und auch nahe der Provinzhauptstadt Goris aufgestellt wurden und auf der Gegenseite russische und armenische Wachen positioniert wurden, fanden vor Ort Verhandlungen statt und weitere Untersuchungen und Maßnahmen zur genauen Bestimmung der Grenze wurden angekündigt. Den Bewohnern, die ihre Häuser im nun aserbaidschanischen Teil verloren haben, sicherte die armenische Regierung den Bau von Ersatzhäusern zu, die innerhalb von 6 Monaten gebaut werden sollen. In Schurnuch waren 11 Häuser betroffen, eines in Worotan. Wem kein neues Haus zur Verfügung gestellt werden kann, erhält eine Entschädigung in Höhe von 300.000 Dram sowie 68.000 Dram monatlich. Seit im Januar 2021 aserbaidschanische Grenzposten nahe dem armenischen Dorf Nradsor bezogen wurden, fürchten die Anwohner um ihre Sicherheit und können daher die grenznahen Weiden nicht mehr nutzen, auch wenn aserbaidschanische Sprecher jede Gefährdung abstreiten.
Am 11. Januar 2021 kam es erstmals wieder zu Gesprächen zwischen Paschinjan und Alijew mit Putin in Moskau, die ohne Ergebnisse für Bergkarabach blieben. Jedoch wurde die Öffnung und der Wiederaufbau sowie die gegenseitige Nutzung der Straßen- und Eisenbahnverbindungen zwischen Armenien und Aserbaidschan in den nächsten 3 Jahren vereinbart. Ebenfalls im Januar richtete eine Initiative im Norden Arzachs Bitten an die Friedenstruppe, auch eine Verbindung durch Kəlbəcər nach Armenien zu ermöglichen, was von politischen Beobachtern in Baku unterstützt wurde. Gemeinsame Manöver der aserbaidschanischen und türkischen Streitkräfte im Februar 2021 wurden von Beobachtern als Zeichen an Armenien gesehen, dass beide Länder auf mögliche neue Kampfhandlungen vorbereitet sind. Am 2. Februar 2021 warf Aserbaidschan Armenien vor, Schüsse auf aserbaidschanische Stellungen im Bezirk Qazax abgegeben zu haben, was die armenische Regierung bestritt. Im März 2021 forderten die Bewohner des Dorfes Mchitaraschen in Arzach Schutz durch die Friedenstruppen, da es an drei Seiten von aserbaidschanischen Truppen umgeben sei und dadurch auch alles Ackerland verloren habe. Im April 2021 wurden Zivilisten in Saruschen von aserbaidschanischen Stellungen beschossen und in Folge die Präsenz der Polizei verstärkt sowie die Friedenstruppen informiert. Auch Beschuss von Gebäuden in Stepanakert sowie den nahen Orten Schosch und Mchitaraschen wurde gemeldet. Aserbaidschan warf Armenien wiederum vor, Grenzposten im Bezirk Zəngilan beschossen zu haben. Im Mai 2021 nahm die Häufigkeit der Zusammenstöße an der armenisch-aserbaidschanischen Grenze zu, sodass seit 12. Mai 2021 vom armenisch-aserbaidschanischen Grenzkonflikt gesprochen wird.
Bis Anfang Mai errichteten die russischen Friedenstruppen 30 provisorische Siedlungen für die stationierten Soldaten. Der Aufbau der Friedensmission war damit abgeschlossen.

### Innenpolitische Situation in Armenien und Aserbaidschan
Die nach Unterzeichnung des Waffenstillstands in Armenien ausgebrochenen Demonstrationen und anderen Protestformen durch Flüchtlinge und die politische Opposition hielten zu Beginn des Jahres 2021 an und führten zu einer Regierungskrise. Infolgedessen erklärte Nikol Paschinjan Ende März 2021 schließlich seinen Rücktritt, um den Weg zu vorgezogenen Neuwahlen freizumachen. Auch in Arzach organisierte die Opposition 2021 Proteste, die jedoch nur wenige Anhänger fanden und aufgegeben wurden. Seit Januar 2021 gibt es außerdem in Armenien und in Stepanakert wiederholt Proteste von Vertriebenen aus Hadrut, die Verhandlungen zur Rückgabe der Region Hadrut unter armenische Kontrolle sowie einen Flüchtlingsstatus für die von dort geflohenen und Möglichkeiten zur Aufnahme in Drittländern fordern. Bei der Parlamentswahl in Armenien 2021 konnte Paschinjans Partei unter Verlusten erneut eine absolute Mehrheit erringen.
Nach Überzeugung der aserbaidschanischen Journalistin Bahruz Samadow regiert Ilham Alijew nach dem Credo: „Interne und externe Feinde müssen vernichtet werden“. Während auch die aserbaidschanische Opposition den Sieg über Armenien enthusiastisch gefeiert und in die Regierungsparole „Wir jagen die Armenier wie Hunde“ mit eingestimmt habe, sei sie nach Kriegsende – anstatt dass es zu den von ihr erwarteten Erleichterungen gekommen sei – einer verschärften Verfolgung durch das Alijew-Regime ausgesetzt. Bei der Eröffnung des Trophäenmuseums bezeichnete Alijew nunmehr interne politische Gegner als „Hunde“.

## Informationskrieg und Propaganda
Die Berichterstattung von der aserbaidschanischen Seite der Front fand stets unter Beobachtung von Regierungsvertretern statt, wobei sich diese, so die ARD, aber nicht in die eigentlichen Recherchen einmischten. Laut Aussage deutscher Journalisten lief im aserbaidschanischen Fernsehen während des Krieges häufig Propaganda, bis hin zu Schlagersängern, die „mit Inbrunst die Nation überhöhende Schnulzen“ vortragen. Große aserbaidschanische Medien werden von der Regierung durch politischen oder wirtschaftlichen Druck zensiert, kritische Journalisten werden polizeilich verfolgt und Webseiten können von der Regierung ohne Gerichtsbeschluss gesperrt werden. Mit Beginn des Krieges konnte Aserbaidschans Präsident aber auch die Opposition größtenteils hinter seinem Ziel versammeln, Bergkarabach zurückzuerobern. Ähnlich war die Stimmung in Armenien. Doch wurde hier angesichts des von Anfang an ungünstigen Kriegsverlaufs offene Kritik an einzelnen Entscheidungen der Regierung geäußert. Im Laufe des Krieges wurde jedoch auch in Armenien das Kriegsrecht verschärft, so dass öffentliche Kritik und Zweifel an der armenischen Verteidigungsfähigkeit verboten wurden und die Polizei befugt wurde, gegen entsprechende Veröffentlichungen vorzugehen.
Neben Berichten großer Medien verbreiteten sich auf beiden Seiten viele Informationen über soziale Netzwerke, insbesondere auch Propagandameldungen, beispielsweise über angebliche Kriegsverbrechen und die besondere Grausamkeit der jeweils anderen Seite. Weltweit fanden so Bilder der Kämpfe, Truppenbewegungen, Drohnenbilder und Verlautbarungen von Militärs und Staatsvertretern schnell Verbreitung. Auch einzelne Angehörige der Streitkräfte verbreiteten Informationen und Bilder aus ihren Einsätzen im Internet. Die Beiträge zum Konflikt in sozialen Netzwerken nahmen zu Beginn des Krieges sprunghaft zu, ebenso wie viele neue Nutzer dazukamen, die zum Thema schrieben. Englische Schlagworte wurden auch in Beiträgen in den regionalen Sprachen verwendet und Nutzer in sozialen Netzwerken haben sich in Gruppen organisiert, um ihre Botschaften zu verstärken – darunter sowohl echte Gruppen individueller Nutzer als auch solche mit gefälschten Identitäten oder Einzweckkonten. Unter den verbreiteten Bildern und Videos waren häufiger alte Bilder von anderen Ereignissen, die nun als neu ausgegeben und in einem bestimmten Sinne interpretiert wurden. Das betraf vor allem vermeintliche Aufnahmen der Kampfhandlungen, die in einem Fall sogar aus einem Computerspiel stammten und dennoch als angebliche Exklusivbilder bis ins indische Fernsehen gelangten.
International wurden die Mitteilungen in den sozialen Medien vor allem von prominenten Mitgliedern der armenischen Diaspora bestimmt, die sich für die Unterstützung Armeniens einsetzten. Für die Diaspora beider Konfliktparteien war die Meinungsäußerung ein Ausdruck der Verbundenheit mit ihren Landsleuten und der Beteiligung am Konflikt. Die bekannte amerikanische Rockband System of a Down, deren Mitglieder armenische Wurzeln haben, veröffentlichte zwei neue Songs, die zur Unterstützung Armeniens aufriefen.
In Aserbaidschan waren viele Soziale Netzwerke zu Beginn des Kriegs von der Regierung gesperrt worden. Als Grund wurde der Schutz vor armenischen Provokationen genannt. Nur zu Twitter und Telegram war der Zugang frei, sodass vor allem über diese Dienste viele Aserbaidschaner ihre Sicht auf den Konflikt verbreiteten und dabei in der Regel ihre Regierung unterstützten. Laut der Recherchen des Journalisten Tigran Petrosyan für die Tageszeitung taz sind viele Profile anonym und enthalten Profilbilder mit aserbaidschanischen nationalen Symbolen, aber keinerlei biografische Informationen. Viele Konten wurden direkt nach Ausbruch der neuen Gefechte registriert. Facebook löschte 589 Facebook-Accounts, die aserbaidschanische Propaganda verbreiten, sowie 7906 Seiten und 447 Instagram-Accounts. Auch Armenier waren auf Twitter verstärkt aktiv, sodass dort beide Sichtweisen aufeinander trafen. Die aserbaidschanische Seite, so Katy Pearce in der Washington Post, habe es verstanden, mit Grafiken und Videos die Online-Plattformen für sich optimal zu nutzen. Warum vor allem Twitter genutzt werde, sei nicht sicher. Es könne sein, dass die Plattform besonders geeignet für koordinierte Kampagnen und schnelle Verbreitung ist. Möglicherweise habe man sich am Erfolg des US-Präsidenten Donald Trump auf Twitter orientiert. Der eigentlich in sozialen Medien erfahrenere armenische Präsident, der diese bei seinem Weg ins Amt zwei Jahre zuvor erfolgreich nutzte, sei mit seiner Regierung zu unkonventionell und unkoordiniert aufgetreten, um der Propaganda der Gegenseite zu begegnen. Eine große Rolle für beide Seiten habe auch gespielt, dass die Propaganda der Gegenseite auch außerhalb der beabsichtigten Zielgruppe zu sehen war, insbesondere beim Gegner, wo sie oft zur Rechtfertigung des eigenen Standpunkts dienen konnte. Durch die auf beiden Seiten aufgeheizte Stimmung wurde auch die Verbreitung von Falschinformationen befeuert – ebenso durch Bots – und die Neigung, diese zu glauben begünstigt. Der starke soziale Druck unter öffentlicher Beobachtung in Sozialen Netzwerken beförderte die in beiden Gesellschaften von allen gesellschaftlichen Akteuren sehr einseitigen Äußerungen mit nur sehr wenigen Abweichlern.
Neben den Aktivitäten der staatlichen Organisationen und der Anhänger beider Seiten wurden von Beobachtern und Interessierten auch vermehrt online Beobachtungen und Bewertungen der verfügbaren Informationen und Bilder verbreitet und kollektiv ausgewertet. Dabei wurde sich um eine unabhängige Darstellung und einen Blick durch die Propaganda beider Seiten hindurch bemüht. Das konnte jedoch nur eingeschränkt passieren, da für die Auswertung nur die bereits von den Konfliktbeteiligten ausgewählten Daten zur Verfügung standen.

### Freilichtmuseum „Park der Trophäen“ in Baku

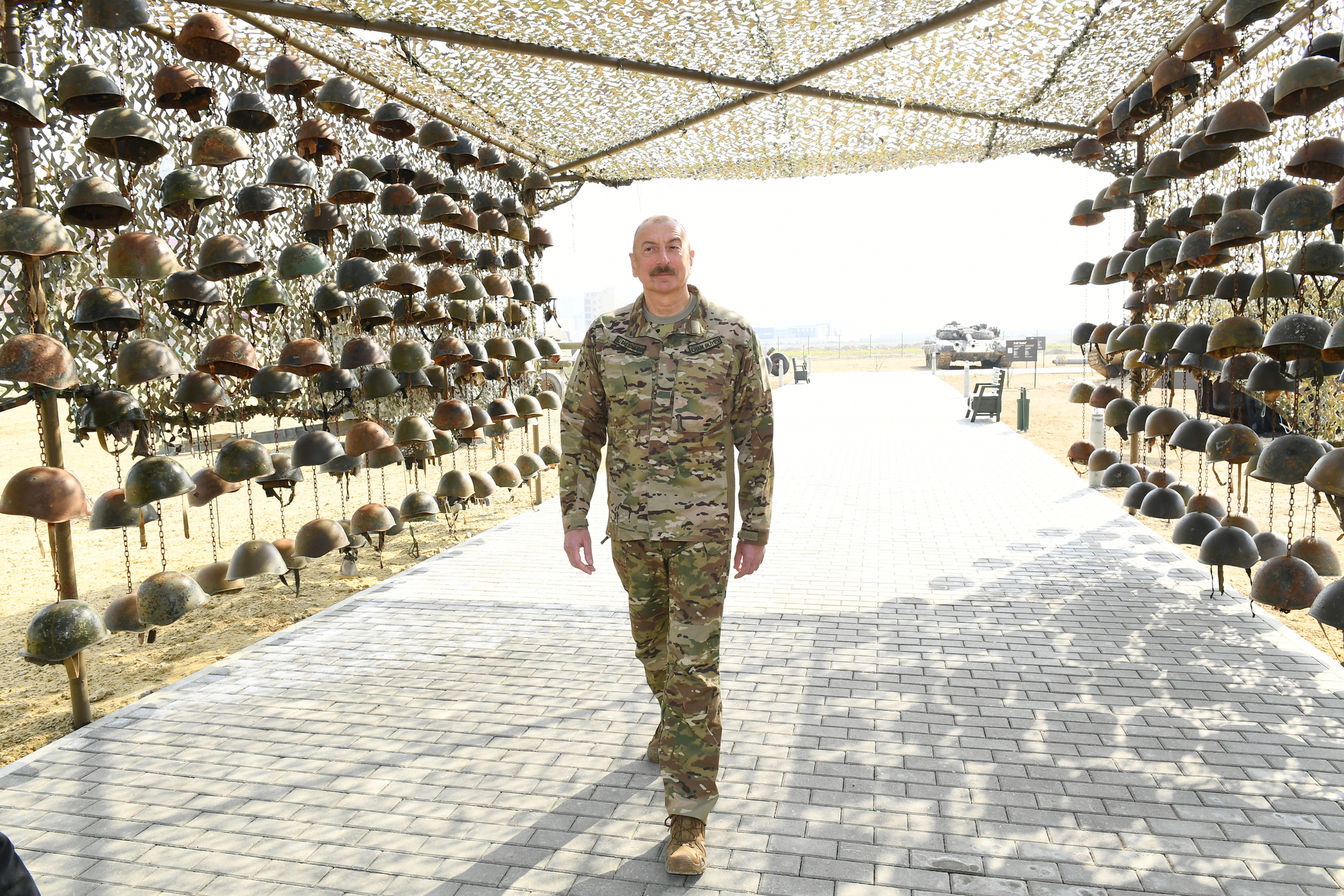
Aserbaidschans Präsident Ilham Alijew vor den Helmen gefallener armenischer Soldaten

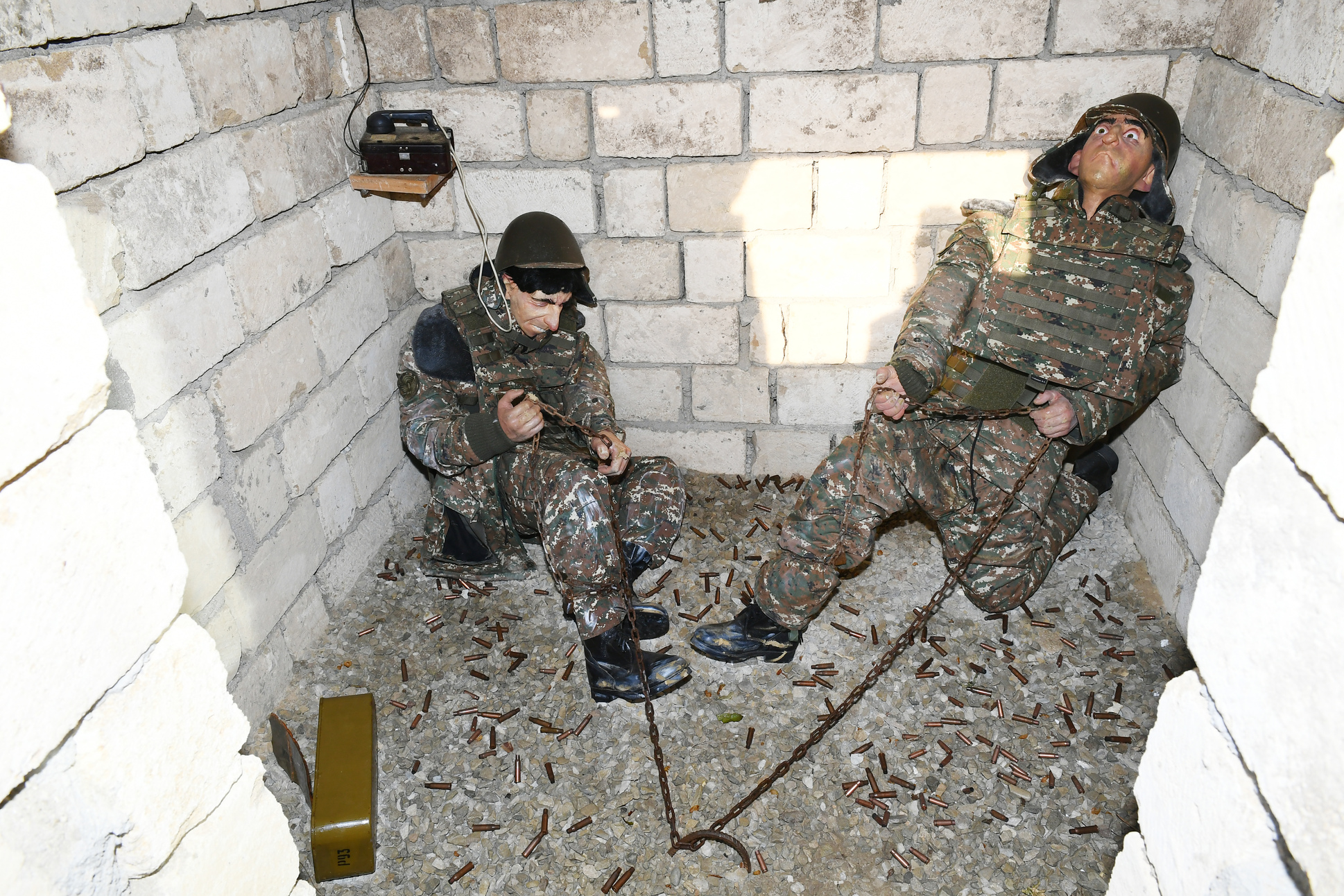
Wachspuppen in Ketten gelegter armenischer Soldaten

Am 12. April 2021 eröffnete Ilham Alijew in Baku ein neues fünf Hektar großes Freilichtmuseum, in dem Kriegstrophäen ausgestellt sind. Vor einer Allee mit ausgestellten Stahlhelmen erschossener armenischer Soldaten ließ er sich unter dem Beifall des aserbaidschanischen Publikums ausgiebig ablichten. Weitere ausgestellte Kriegsbeute sind unter anderem armenische Fahrzeuge und Waffen verschiedener Art sowie 2000 armenische Nummernschilder, die an einer Wand mit der Aufschrift „Karabach ist Aserbaidschan“ befestigt sind. Darüber hinaus sind Wachspuppen toter, sterbender und gefesselter armenischer Soldaten ausgestellt. Zum Zielpublikum gehören auch junge Familien mit kleinen Kindern. Während die Ausstellung beim aserbaidschanischen nationalistischen Publikum nach Berichten auf Begeisterung stößt, gibt es insbesondere aus Armenien, aber auch aus anderen Ländern scharfe Kritik. Der armenische Ombudsmann Arman Tatojan bezeichnete die Ausstellung als „offensichtliche Manifestation von Faschismus“. Die Regierungen in Armenien und Arzach kritisierten die Ausstellung aufs Schärfste. Auch von aserbaidschanischen Oppositionellen gab es vereinzelt Kritik. So nannte die in Berlin lebende aserbaidschanische Sozialwissenschaftlerin Sevil Huseynova den Trophäenpark „geschmacklos und nationalistisch“. „Er ist ein Anzeichen dafür, dass sich die aserbaidschanische Politik nicht verändert hat. Sie ist und bleibt feindlich.“

## Zerstörungen und Opferzahlen

### Juli
Gemäß aserbaidschanischen Angaben wurden 12 Militärangehörige, darunter ein Generalmajor und ein Oberst, sowie ein 76-jähriger Zivilist, getötet. Unter den angrenzenden Wohnsiedlungen der Provinz Tovuz gerieten die Dörfer Ağdam (nicht zu verwechseln mit der Stadt Ağdam in Karabach), Dondar Quşçu und Vahidli unter intensives Artillerie- bzw. Mörserfeuer der armenischen Streitkräfte und waren von Zerstörungen am schwersten betroffen. Das armenische Verteidigungsministerium sprach von insgesamt fünf getöteten und 36 verletzten Militärangehörigen. Mehrere Wohnhäuser in den Grenzdörfern Mowses, Tschinari und Ajgepar der Provinz Tawusch wurden infolge der Angriffe mit Mörsergranaten beschädigt. Außer einem Verletzten wurden keine Opfer unter den Zivilisten registriert. Laut der syrischen Beobachtungsstelle für Menschenrechte sind 72 syrische Kämpfer, die von der türkischen Regierung unterstützt werden, in den Kämpfen gegen armenische Soldaten getötet worden.

### September bis November

Beschuss/Bombardierung fern der Front:
durch Aserbaidschan
durch Armenien
Front am 10. November 2020 als grüne Linie

Die Behörden der Republik Arzach teilten Anfang Oktober mit, dass sich zwischen 70.000 und 75.000 Menschen (davon etwa 90 % Frauen und Kinder) in der Region Bergkarabach auf die Flucht begeben haben. Auch eine unbekannte Zahl aserbaidschanischer Zivilisten musste aus frontnahen Dörfern flüchten. In den letzten Tagen des Septembers kamen auf der armenischen Seite laut deren Angaben 114 Soldaten und Zivilisten ums Leben. Aserbaidschan gab keine Zahlen zu getöteten Soldaten, aber 10 getötete Zivilisten an. Laut der syrischen Beobachtungsstelle für Menschenrechte starben bei dem Konflikt auf Seiten Aserbaidschans bis 13. Oktober 119 syrische Söldner.
Bis zum 14. November wurden die sterblichen Überreste der Soldaten, insbesondere aus der Schlacht um Schuscha, zwischen den beiden Kriegsparteien ausgetauscht. Am 22. März 2021 gab die Republik Arzach die Zahl der getöteten Soldaten ihrer Armee mit 2.652 an. Den Angehörigen sowie den Verwundeten wurde eine Rente von über 100.000 Euro mit Auszahlung über die folgenden 20 Jahre versprochen. Armenien gab zunächst 2.400 getötete Soldaten an und garantierte ebenfalls die Versorgung der Verwundeten und der Hinterbliebenen. Zusätzlich wurden noch über 2.300 Soldaten vermisst. Nach dem Waffenstillstand wurden weitere Tote im Kampfgebiet geborgen und die Zahl stieg bis August auf 3.773 Getötete und 243 Vermisste. Insgesamt wurden bis August 2022 die Körper von 1.713 Toten von Aserbaidschan an Armenien übergeben. 51 Personen wurden noch immer vermisst. Außerdem gab es unter den armenischen Kombattanten etwa 11.000 Verwundete. Auf der armenischen Seite seien außerdem 60 Zivilisten getötet und 163 verletzt worden, fast 7.000 Wohngebäude seien zerstört worden. Bis August 2021 wurden etwa 1300 Gebäude wiederhergestellt oder neu errichtet. 45.000 Menschen in Bergkarabach wurden obdachlos, 34.000 waren das noch im Januar 2021. Auch für diese wurden Unterstützungsprogramme aufgelegt. Die staatliche Unterstützung in Arzach wird von den Betroffenen jedoch als unzureichend und schwer zugänglich kritisiert.
Aserbaidschan gibt an, dass 94 Zivilisten getötet wurden und weitere 414 verwundet. 120 größere Wohnhäuser wurden beschädigt sowie 3410 kleine, sowie 512 weitere zivile Gebäude. Zahlen zu getöteten aserbaidschanischen Soldaten wurden erstmals am 3. Dezember veröffentlicht, damals wurden 2.783 Tote angegeben. Bis März 2021 stieg diese Zahl auf 2.881, rund 50 Personen werden noch vermisst. Den etwa 7.000 Hinterbliebenen wurde Unterstützung zugesagt: einmalig 11.000 Manat sowie monatlich 900 Manat. Darüber hinaus starben 2 russische Soldaten, als am 9. November von Aserbaidschan versehentlich ein russischer Hubschrauber abgeschossen wurde. Ein weiterer wurde verletzt. Den Betroffenen des Beschusses aserbaidschanischer Ortschaften wurden von der Regierung Kompensationszahlungen versprochen. Im April 2021 wurde Kritik laut, diese Zahlungen von 8.000 Manat in einem Fall seien völlig unzureichend.
Durch Detonation von Landminen wurden bis 23. November ein aserbaidschanischer Soldat getötet, ein russischer Soldat lebensbedrohlich verletzt und vier arzachische Rettungssanitäter verletzt. Im Dezember kam es im Bezirk Ağdam zu einer weiteren Minenexplosion, bei der ein Zivilist ums Leben kam und zwei weitere, darunter ein Soldat, verletzt wurden. Insgesamt starben 2020 sechs Menschen durch Minen im Konfliktgebiet, acht weitere wurden verletzt, so die Angaben von Aserbaidschan. Die Räumung der Minen wurden mit der Ankunft russischer Friedenstruppen begonnen. Der Abschluss deren Arbeiten wird bereits für Anfang 2021 erwartet. Bis Jahresende wurden 1,6 Millionen Quadratmeter von Minen beräumt. Seit Anfang 2021 kommt es vermehrt zu Minenexplosionen, die von Zivilisten ausgelöst werden. Im Februar verurteilte ein aserbaidschanisches Gericht sieben Zivilisten, die sich unerlaubt in nicht-geräumtes Gebiet begeben hatten. Im Juni 2021 übergab Armenien Karten der Minenfelder in Ağdam im Tausch gegen die Freilassung von Kriegsgefangenen.
Am 8. Oktober wurde die historische armenische Ghasantschezoz-Kathedrale in Schuschi bei zwei Angriffen von Bomben getroffen und beschädigt. Dabei wurden auch Journalisten schwer verletzt. Durch den Waffenstillstand wurden auch Zerstörungen sichtbarer. In Schuscha wurde von Zerstörungen sowie Graffiti an den armenischen Kirchen berichtet, die nach der Einnahme durch die aserbaidschanische Armee entstanden. Die Regierung in Baku warf der armenischen Seite vor, in den seit den 1990er Jahren besetzten und nun wieder aserbaidschanischen Gebieten die meisten Moscheen (wie die Mamar-Moschee) und muslimischen Friedhöfe zerstört, beschädigt oder entweiht zu haben. Weite Teile der von Aserbaidschan zurückgewonnenen Gebiete sind seit den 1990er Jahren zerstört. Der Wiederaufbau wird auf Kosten von mindestens 10 Milliarden US-Dollar und fünf bis zehn Jahren geschätzt. Im Juni 2021 warf Aserbaidschan Armenien schließlich auch vor, im Bezirk Laçın Wälder mit bedrohten Baumarten gerodet zu haben. Von armenischer Seite gab es wiederum Vorwürfe, die aserbaidschanische Armee zerstöre armenische Kulturgüter in den von ihnen eroberten Gebieten. Zu diesen Sorgen tragen von aserbaidschanischen Soldaten selbst angefertigte und verbreitete Videos bei, die sie bei Zerstörungen zeigen. Die UNESCO plante für Ende 2020 oder Anfang 2021 die Entsendung einer Mission nach Bergkarabach, die dortige Kulturgüter dokumentieren und schützen soll. Die ab 20. November begonnenen Vorbereitungen sind jedoch ins Stocken geraten, da von Aserbaidschan nicht auf Anfragen reagiert wird. Im März 2021 wurde schließlich eine Einigung mit der UNESCO erzielt, sodass eine Mission nach Bergkarabach entsendet werden kann. Im gleichen Monat rief das Parlament von Arzach internationale Organisationen und Russland dazu auf, Kulturgüter in den von Aserbaidschan gewonnenen Gebieten vor Zerstörungen zu schützen. Im April 2021 berichtete die aserbaidschanische Regierung, dass 400 der 3.000 Kulturdenkmale im von ihr unter Kontrolle gebrachten Gebiet zerstört worden seien. Außerdem wurde die armenische Seite beschuldigt, Artefakte und Dokumente aus den Denkmalen entfernt und nach Armenien verbracht zu haben.

## Flüchtlinge und Rückkehrer
Im Zuge des Krieges von 1992 bis 1994 waren aus dem von der armenischen Armee erfolgreich gehaltenen und eroberten Gebieten die nicht-armenische Bevölkerung, vor allem Aserbaidschaner, aber auch viele Kurden, nach Aserbaidschan geflohen oder waren vertrieben worden. Außerhalb der früheren Autonomen Oblast Bergkarabach stellten diese bis dahin die weit überwiegende Mehrheit, sodass diese Gebiete nun menschenleer waren, viele der Siedlungen und Städte wurden zerstört. Im Gebiet zwischen der früheren Oblast und Armenien ließen sich in den folgenden Jahrzehnten dann mehrere Tausend armenische Siedler nieder, die dann die alleinige Bevölkerung dieser Gegend ausmachten. Diese waren armenische Flüchtlinge aus Aserbaidschan, in den letzten Jahren auch armenisch-syrischen Bürgerkriegsflüchtlingen und einige armenische Libanesen. Von den aus Aserbaidschan in den 1980er Jahren nach Bergkarabach geflüchteten Menschen sind bis heute einige ohne Unterkunft. Deren Schicksal wurde nun durch neue Flüchtlinge überschattet.
Bereits in den ersten beiden Wochen des Krieges begab sich die Hälfte der Bevölkerung Bergkarabachs auf die Flucht nach Armenien: bis zu 75.000 Menschen, darunter 90 % der Frauen und Kinder des Landes. Zum Zeitpunkt des Waffenstillstands waren etwa 100.000 Menschen aus Bergkarabach nach Armenien geflohen, wo sie aufgenommen und – oft mit Unterstützung von Spenden aus der Diaspora – versorgt werden. Mit Umsetzung des Waffenstillstands konnten nach Angaben des Präsidenten von Arzach, Arajik Harutjunjan, innerhalb von fünf Tagen über 25.000 Flüchtlinge zurückkehren. Vier Tage nach Kriegsende berichtete der Bürgermeister von Stepanakert, dass schon ein Drittel der Flüchtlinge aus der Stadt zurückgekehrt seien. Viele der Rückkehrer fühlen sich so nah am aserbaidschanisch kontrollierten Schuscha jedoch nicht sicher. Ähnlich geht es den Bewohnern des Latschin-Korridors, weswegen viele von dort flohen. Am 30. November 2020 nannte der arzachische Minister für Territorialverwaltung und Entwicklung, Schirair Mirsojan, eine Zahl von etwa 30.000 Armeniern, die bis dahin auf eigene Faust und ohne Wissen der Russen nach Arzach zurückgekehrt waren. Am 7. Dezember 2020 bezifferte Mirsojan die Anzahl der insgesamt zu dem Zeitpunkt in Arzach lebenden Personen auf „über 70.000“. Unter dem russischen Schutz der Konvois entlang des Latschin-Korridors setzte sich die Rückkehr fort, am 15. Februar 2021 nannte das russische Militär über 52.700 Rückkehrer, die seit dem Waffenstillstandsabkommen mit russischer Hilfe gebracht worden waren.
Aus anderen Gebieten Bergkarabachs setzte sich nach dem Waffenstillstand die Flucht fort, insbesondere aus der an Aserbaidschan zu übergebenden Region Kəlbəcər. Die hier wohnenden armenischen Siedler zogen nach Armenien, nahmen dabei so viel wie möglich mit sich und zerstörten das nicht Bewegliche, wie ihre Häuser, um sie keinem Aserbaidschaner zu überlassen. Besondere Sorge galt den Überresten Verstorbener, sodass einige vor der Flucht auch deren Gräber öffneten und den Inhalt mit sich nahmen. Auch Kunstwerke und Denkmäler wurden nach Armenien verbracht. Ähnliche Szenen wiederholten sich vor der Übergabe des westlichen Rayons Ağdam. Unter den armenischen Flüchtlingen waren auch die Bewohner des Dorfs Nor Maragha (=„Neu Maragha“, aserbaidschanisch Qızıl Kəngərli), deren Bewohner Flüchtlinge aus dem armenischen Dorf Maragha und ihre Nachkommen waren (heute das verlassene Dorf Sıxarx im Frontstreifen), die das Massaker von Maraga überlebt hatten. Die sieben im Rajon Ağdam am 19. November 2020 geräumten armenischen Dörfer waren nach dem ersten Krieg um Bergkarabach von armenischen Flüchtlingen aus Dörfern besiedelt worden, die auch nach 1994 unter aserbaidschanischer Kontrolle geblieben waren. Außer Nor Maragha waren dies Nor Haykajur (Boyəhmədli), Nor Karmiravan (Papravənd), Nor Seysulan (Seysulan), Nor Aygestan (Çaylı), Nor Jraberd (Çiləbörd) und Hovtashen (Aliağalı). Bilder einiger von armenischen Bewohnern geräumter Orte zeigen aber, dass nicht überall die Häuser niedergebrannt werden. Ähnliche Szenen wie zuvor in Kəlbəcər und Ağdam wiederholten sich bei der Räumung des Bezirks Laçın, von dem nur der Korridor an der Straße zwischen Armenien und Stepanakert unter armenisch-russischer Konfrolle blieb.
Während manche der Geflüchteten bei Verwandten unterkamen, finden sich viele in prekären Verhältnissen mit nur wenig Unterstützung wieder. Im Laufe des Novembers wurde von Armenien ein Hilfsprogramm aufgelegt. Seit dem 23. November können sich Flüchtlinge aus Arzach Hilfszahlungen beantragen: 68.000 Dram für solche ohne Wohnung, 15.000 Dram für alle mit Immobilienbesitz in Armenien. Dennoch wird weiter eine unzureichende Versorgung beklagt, viele der Flüchtlinge sind auf Spenden angewiesen und kehren auch deswegen in die verbliebenen Gebiete Arzachs zurück. Noch im November 2021 hielten Flüchtlinge aus Bergkarabach in Jerewan Demonstrationen ab und forderten mehr Unterstützung und eine Anerkennung ihres Status als Flüchtlinge. Auch für die innerhalb Bergkarabach vertriebenen Menschen werden die von Arzach vorgesehenen Hilfen als unzureichend kritisiert. Von den schätzungsweise 34.000 Menschen, die ihre Wohnung oder ihr Haus verloren haben, konnten bis Ende Januar 2021 etwa 8.000 mit provisorischen Unterkünften versorgt werden. In Stepanakert wurde im Juni 2021 die Einrichtung eines eigenen Distrikts für die Unterbringung der Flüchtlinge begonnen, in dem insbesondere die aus Schuschi und Hadrut Geflohenen untergebracht werden sollen. Geflüchtete aus ländlichen Gebieten sollen in dem bei Arzach verbliebenen Landgemeinden unterkommen. Bis Ende 2021 wurden 111 Familien mit neuen Wohnungen versorgt, weitere 6.500 Wohnungen und Häuser sollen für die Flüchtlinge in Arzach errichtet werden. Nach Angaben von Alexander Iskandarjan, Direktor des Kaukasus-Instituts in Jerewan, war die aserbaidschanische Ankündigung, Armenier könnten in die aserbaidschanisch beherrschten Teile Bergkarabachs zurückkehren, PR für die Weltöffentlichkeit. Faktisch ließen die aserbaidschanischen Behörden keine Armenier in die besetzten Teile Bergkarabachs oder in den Rest Aserbaidschans zurückkehren und fahren wie bisher fort, die ethnische Gruppe der Armenier als Feinde Aserbaidschans zu betrachten. Die Zivilbevölkerung von Hadrut und der eingenommenen Dörfer sei geflüchtet oder umgekommen und unter den Umständen auch nicht bereit, zurückzukehren. Die Unterbringung der nach Armenien geflohenen Bewohner Bergkarabachs war auch 2022 noch nicht gelöst, sodass deren Vertreter unter anderem die Errichtung einer eigenen Siedlung für die Flüchtlinge in Armenien forderten.
Während Armenier aus Teilen Bergkarabachs geflohen sind, bereiteten sich Aserbaidschaner auf die Rückkehr vor, die im Krieg bis 1994 aus der Region geflohen waren. Einige von ihnen lehnen eine Rückkehr jedoch ab, da sie ihr neu aufgebautes Leben nicht aufgeben wollen und sich bei einer Rückkehr keine besseren Perspektiven erhoffen. Anfang März 2021 kündigte die aserbaidschanische Regierung an, dass die den Flüchtlingen aus Bergkarabach zur Verfügung gestellten Unterkünfte bald anderen Bedürftigen zukommen und die Flüchtlinge ihren Status verlieren sollen. Die ersten Rückkehrer in den Bezirk Zəngilan wurden im Juli 2022 in das neu aufgebaute Dorf Agaly angesiedelt.

## Kriegsverbrechen
Beide Kriegsparteien werfen einander Kriegsverbrechen vor. Unabhängige Quellen bestätigen, dass sowohl Aserbaidschan als auch Armenien Kriegsverbrechen begingen wie etwa den Beschuss ziviler Ziele oder die Misshandlung und Ermordung von Kriegsgefangenen. Zahlenmäßig überwiegen dabei bei weitem die von der aserbaidschanischen Seite begangenen Kriegsverbrechen, die auch nach Abschluss des Waffenstillstands fortgesetzt wurden.
Während des Krieges beschossen Einheiten der Karabach-Armenier wiederholt Wohngebiete in Gəncə, Tərtər und Barda. Die Behörden der Republik Arzach verwiesen Anfang Oktober darauf, dass sich in Gəncə ein Militärflughafen befinde, der auch getroffen worden sei. Aserbaidschan nahm dagegen Ortschaften in Bergkarabach, insbesondere die Hauptstadt Stepanakert unter anhaltenden Beschuss und konnte so umfangreiche Schäden verursachen.
Beide Seiten warfen einander den Einsatz von Streumunition gegen Zivilisten vor. Am 5. Oktober veröffentlichte die Menschenrechtsorganisation Amnesty International einen Bericht und verurteilte Angriffe auf die Zivilbevölkerung. In der Veröffentlichung bestätigt Amnesty International, dass die armenisch bewohnte Hauptstadt von Bergkarabach, Stepanakert, mit weltweit teilweise verbotener Streumunition beschossen wurde. Human Rights Watch bestätigte am 23. Oktober 2020 den Einsatz von Streumunition durch Aserbaidschan gegen zivile Ziele in Stepanakert. Am 29. Oktober 2020 veröffentlichte Untersuchungen von Amnesty International bestätigten, dass auch die armenische Seite beim Angriff auf Bərdə am Vortag mit 21 Toten und 70 Verletzten Streumunition einsetzte, was Human Rights Watch am 30. Oktober 2020 bestätigte. Genauere Untersuchungen von Human Rights Watch im November 2020 wiesen sogar vier aserbaidschanische Einsätze von Streumunition gegen die Bevölkerung von Arzach nach – drei in Stepanakert und einen in Hadrut. Ebenfalls wurden vier armenische Einsätze von Streumunition gegen aserbaidschanische Dörfer nahe der Front registriert – zwei im Rayon Goranboy, einer im Rayon Tərtər und der oben erwähnte im Rayon Bərdə.
Als es ab dem 30. Oktober zu Bränden auf der armenischen Seite der Front kam, wurden Vorwürfe des Einsatzes von Phosphor an Aserbaidschan gerichtet, das damit diese Brände ausgelöst habe. Eine Auswertung der Bilder konnte Phosphor-Einsatz jedoch nicht bestätigen, so Militärexperte Wassili Dandykin. Im Januar 2021 berichtete die aserbaidschanische staatliche Minenräumungsbehörde, dass im Rayon Ağdam Granaten mit weißem Phosphor in verlassenen armenischen Stellungen gefunden wurde.
Bei der Eroberung der Stadt Hadrut erschossen aserbaidschanische Spezialkräfte um den 14. Oktober 2020 zwei armenische Bewohner, kurz nachdem sie diese gefangen genommen hatten. Zwei Videos, welche die Gefangennahme und die Erschießung zeigten, kursierten in den sozialen Medien und konnten von der aserbaidschanischen Regierung nicht mehr aus dem Netz entfernt werden. Unabhängige Analysen der Bilder bewiesen ihre Authentizität. Flüchtlinge aus Hadrut erkannten auf den Bildern die Opfer, einen 73-jährigen aus Hadrut und einen 25-jährigen aus dem Nachbarort Tyaq.
Ein Bericht von Human Rights Watch vom 2. Dezember konnte einige der in sozialen Netzwerken kursierenden Videos, die die Misshandlung und Folter armenischer Soldaten in aserbaidschanischer Kriegsgefangenschaft zeigen, als echt bestätigen und untersucht parallel auch ähnliche Videos von der Gegenseite. Auch die aserbaidschanische Staatsanwaltschaft sowie Aktivisten aus der Zivilgesellschaft fordern die Bestrafung aserbaidschanischer Täter, geben aber an, dass die meisten der kursierenden Video gefälscht seien. Am 15. Dezember bestätigte der Guardian auch laut eigenen Recherchen, dass zwei Videos von Enthauptungen zweier älterer Männer in den Dörfern Madataschen und Asoch im Süden Bergkarabachs durch aserbaidschanische Soldaten echt seien. Nach den Recherchen des Guardian wurden die Opfer von ehemaligen Nachbarn – nunmehr Flüchtlingen – eindeutig erkannt.
Im Dezember 2020 wurde in Aserbaidschan Anklage erhoben gegen 13 armenische Soldaten. Diese sollen Kriegsgefangene gefoltert und misshandelt haben. Später berichteten ein aserbaidschanischer Soldat sowie zwei schon länger in Arzach gefangen gehaltene Aserbaidschaner öffentlich von Misshandlungen und Folter.
Am 12. März berichtete Human Rights Watch erneut über Kriegsverbrechen Aserbaidschans. Die von Aserbaidschan eroberten armenischen Ortschaften in Bergkarabach waren großenteils von ihren Bewohnern verlassen worden, doch hatten sich insbesondere ältere Bewohner geweigert, zu fliehen. Zahlreiche karabach-armenische Zivilpersonen wurden von den aserbaidschanischen Truppen verschleppt und körperlich und psychisch misshandelt. Im Februar 2021 wandte sich Armenien an den Europäischen Gerichtshof für Menschenrechte in der Angelegenheit der nicht freigelassenen Kriegsgefangenen in Aserbaidschan. Für 240 Gefangene legte Armenien Beweise wie Augenzeugenberichte vor, in 90 % der Fälle auch Fotos oder Videos. Nach Angaben armenischer Rechtsanwälte sind über 10 % dieser Gefangenen Zivilpersonen. Von zwei Zivilpersonen ist dokumentiert, dass sie in der Gefangenschaft gewaltsam starben: Der 79-jährige Eduard Schahkeldjan aus Awetaranoz starb im Gefängnis in Baku unter ungeklärten Umständen mit Verletzungen am Kopf. Der 44-jährige Arsen Karachanjan, eigentlich nur aus Moskau in Hadrut auf Familienbesuch, wurde mit seinem Vater verschleppt, blieb aber anders als dieser bis in den Januar 2021 Gefangener und wurde am 6. und 8. Januar auf aktuellen Videos gezeigt, wo er öffentlich gedemütigt wurde. Am 13. Januar wandte sich der Europäische Gerichtshof für Menschenrechte an Aserbaidschan, um das Schicksal Karachanjans aufzuklären. Am 18. Januar wurde seine Leiche bei Hadrut gefunden, und eine Obduktion ergab, dass er am 15. Januar durch Kopfschuss getötet und gleich danach beerdigt wurde. Armenische Menschrechtsaktivisten berichteten dem Europäischen Gerichtshof für Menschenrechte Anfang Mai 2021, dass 19 Armenier in aserbaidschanischer Gefangenschaft getötet seien, zwölf Zivilisten und sieben kriegsgefangene Soldaten.
Am 19. März veröffentlichte Human Rights Watch Berichte von vier armenischen Soldaten, die über schwere Misshandlungen, darunter Schläge mit scharfkantigen Eisenstangen, Stiefeltritte und Elektroschocks, in der Zeit ihrer Gefangenschaft berichteten. Ebenso berichteten sie davon, dass sie am Schlaf gehindert wurden und kein Essen, sehr wenig Wasser und keine medizinische Versorgung erhielten. Ein großer Teil dieser Misshandlungen fand laut den Berichten nicht im Rahmen von Verhören statt, sondern erfolgte aus Selbstzweck.
Am 20. April 2021 befasste sich die Parlamentarische Versammlung des Europarates mit der Thematik der armenischen Gefangenen in Aserbaidschan. Die Versammlung nahm das Thema mit 93 Stimmen dafür, 21 dagegen und 18 Enthaltungen an. Ablehnung gab es unter anderem von den russischen Vertretern, was in Armenien Verärgerung auslöste. Neben den armenischen Vertretern, unter ihnen Naira Sohrabjan, forderten auch europäische Delegierte, darunter der französische Vertreter Bernard Fournier, eine Freilassung der Gefangenen. Hierbei wurde nicht nur auf die Bestimmungen des Waffenstillstandsabkommens zur Freilassung der Gefangenen, sondern auch auf die Genfer Konventionen verwiesen. Wladimir Wardanjan erklärte vor dem Europarat, dass angesichts der berichteten Misshandlungen und Ermordungen das Leben der armenischen Gefangenen in Aserbaidschan in großer Gefahr sei. Aserbaidschan bestritt nicht, Armenier gefangen zu halten, bezeichnete diese jedoch als „Kriegsverbrecher“ und „Saboteure“, die nach dem Waffenstillstand aserbaidschanische Soldaten und Zivilisten getötet hätten, und lehnte eine Freilassung ab. Auch gesteht Aserbaidschan nur eine viel geringere Anzahl an Gefangenen ein als von Armenien angegeben, nämlich 52 „Saboteure“, nachdem es zehn der insgesamt 62 gefangenen „Saboteure“ freigelassen habe. Nikol Paschinjan hatte die Erfüllung des achten Artikels des Waffenstillstandsabkommens, also die Freilassung aller Gefangenen, zur „Chefsache“ erklärt, konnte dies aber auch ein knappes halbes Jahr nach dem Waffenstillstand nicht erreichen, weshalb er unter erheblichen Druck geraten ist. Nach armenischen Berichten erheben die aserbaidschanischen Behörden gegen alle Gefangenen, die vom Alter her bereits im ersten Karabachkrieg gekämpft haben könnten, Anklage wegen angeblicher damaliger Kriegsverbrechen. So wird etwa dem Kriegsgefangenen Lyudvig Mkrtchyan vorgeworfen, seinerzeit aserbaidschanische Gefangene gefoltert zu haben. Am 22. Mai 2021 forderte auch das Europäische Parlament Aserbaidschan auf, alle Kriegsgefangenen freizulassen. Einige wurden nach Unterzeichnung des Waffenstillstands bei Zusammenstößen an der Grenze zwischen beiden Staaten gefangen genommen. Wiederholt kam es zur Freilassung einiger der Kriegsgefangenen nach Verhandlungen, so im Mai 2021 sowie im Juni 2021 im Austausch für Karten der Minenfelder in Ağdam. Im Juli 2021 wurden 13 Armenier von einem aserbaidschanischen Gericht verurteilt, weil sie im Dezember 2020 illegal die Grenze überquert und Waffen geschmuggelt hätten. 13 weitere Armenier wurden wegen Terrorismus verurteilt, sowie zwei wegen Spionage. Im September 2021 äußerte der russische Außenminister Sergei Lawrow zu den Kriegsgefangenen, dass das Waffenstillstandsabkommen nur für die damaligen Gefangenen galt. Die noch immer in Aserbaidschan festgehaltenen Armenier wurden danach gefangen genommen.
Auch Aserbaidschan wandte sich an den Europäischen Gerichtshof für Menschenrechte und warf Armenien im Gegenzug die Misshandlung 13 aserbaidschanischer Gefangener sowie in der Zeit der Besetzung Bergkarabachs die Vertreibung hunderttausender Aserbaidschaner und die Zerstörung ihrer Häuser und Kulturdenkmäler vor, womit Armenien gegen die Europäische Menschenrechtskonvention verstoßen habe. Am 12. Mai 2021 erklärte die Große Kammer des Europäischen Gerichtshofs für Menschenrechte, dass sie die Klagen bezüglich der Menschenrechtsverletzungen gegen 228 gefangene Armenier und gegen 13 gefangene Aserbaidschaner prüfen werde, und forderte von beiden Staaten weitere Informationen hierzu ein.

## Militärische Strategie und Ausrüstung
Im März 2021 wurden bei Räumungen in Şuşa Reste von Iskander-Raketen gefunden, die nur von Russland selbst verwendet werden. Die aserbaidschanische Seite weist zurück, diese für Beschuss eingesetzt zu haben und beschuldigt Russland, sich mit dem Einsatz oder der Lieferung direkter als bis dahin bekannt auf Seite Armeniens in den Konflikt eingemischt zu haben. Russland weist das zurück.

### Beteiligung von Söldnern
Nach Angaben des französischen Präsidenten Macron und der russischen Regierung hat die türkische Regierung unter Recep Erdoğan Söldner aus Syrien und Libyen auf aserbaidschanischer Seite in das Gebiet geschickt. Das russische Außenministerium forderte Anfang Oktober den Abzug aller irregulären Einheiten aus der Region. Auch verschiedene weitere Quellen deuteten darauf hin, dass die Türkei zwischen 850 und 4000 Söldner in Syrien rekrutiert und sie möglicherweise ebenso wie Drohnen ab Ende September 2020 nach Aserbaidschan in das Gebiet um Bergkarabach transportiert hat. Auch die syrischen Beobachtungsstelle für Menschenrechte bestätigte die Beteiligung syrischer Söldner und meldete den Tod von über 100 von ihnen. Die ARD berichtet von Menschen aus der Region Idlib, die in Bergkarabach in gefährlichen Stellungen an der Front eingesetzt werden. Bei der Rekrutierung seien ihnen hoher Sold und der Einsatz nur zur Bewachung und außerhalb von Kampfhandlungen versprochen worden. Nach Ankunft in Baku seien ihnen dann Handys abgenommen und sie direkt an die Front geschickt worden. Die Türkei nimmt zu den Berichten über Söldner keine Stellung. Die Schätzungen der Gesamtzahl syrischer Söldner geht bis zu 2.000. Anfang November veröffentlichte auch das russische Außenministerium diese Schätzung und im Dezember wurden die Vorwürfe von der US-Regierung bekräftigt, die von der Türkei Aufklärung über den Einsatz und Transfer von Söldnern aus Syrien verlangte. Die syrische Beobachtungsstelle für Menschenrechte berichtete am 14. November von 293 toten Söldnern in Bergkarabach sowie von insgesamt 2.850, die in dem Gebiet eingesetzt worden seien. Im Mai 2021 wandte sich Armenien an den Europäischen Gerichtshof für Menschenrechte mit einer Klage über türkische Söldner im Krieg 2020.
Die aserbaidschanische Regierung warf der armenischen Seite vor, dass an den Kämpfen seit Anfang Oktober auch Angehörige der PKK beteiligt waren. Auch Sergey Naryshkin vom russischen Auslandsgeheimdienst gab an, dass nach dessen Informationen neben islamischen Gruppen auch kurdische Kämpfer im Krieg beteiligt sind. Im Internet kursierende Videos, die angeblich Kämpfer aus Tschetschenien auf aserbaidschanischer Seite in Bergkarabach zeigen sollen, stellten sich als ältere Aufnahmen von der Krim heraus. Auch kursierten Vorwürfe, Jesiden aus dem Irak würden für Armenien kämpfen. Diese konnten aber nicht bestätigt werden. In der armenischen Armee kämpfende Jesiden gehören zur jesidischen Gemeinde, die in Armenien lebt. Im Juli 2021 wurde ein russischer Staatsbürger von einem aserbaidschanischen Gericht zu 10 Jahren Haft verurteilt, weil er auf der armenischen Seite am Krieg teilgenommen haben soll.

### Drohneneinsatz
Der massive Einsatz von Drohnen führte dazu, dass Militärexperten vom „ersten Drohnenkrieg“ zwischen Staaten sprachen. Verteidigungsministerin Annegret Kramp-Karrenbauer bezeichnete den Konflikt als den „ersten echten Drohnenkrieg“ der Geschichte.
Die armenische Verteidigung war mit zahlreichen modernen Luftabwehrsystemen ausgestattet, konnte damit die Drohnenangriffe der aserbaidschanischen Armee aber nicht abwehren. Hauptsächlich wurden Bayraktar TB2 aus türkischer Produktion eingesetzt, die von den armenischen Luftabwehrsystemen aus sowjetischer und russischer Produktion nicht erfasst wurden und deshalb ohne Gegenwehr im Kampfgebiet operieren konnten. Aus öffentlich verfügbaren Daten lassen sich mindestens 567 Bodenziele nachweisen, die von Bayraktar TB2s zerstört wurden. Zusätzlich wurden in großer Zahl Loitering Weapons (sogenannte „Kamikazedrohnen“) aus israelischer Produktion eingesetzt, die mindestens 74 Bodenziele zerstörten. Aserbaidschan setzte auch zu Drohnen umgebaute Antonow An-2 als Köder für feindliche Luftabwehreinheiten ein, um diese zu zerstören, sobald sie feuerten. Dabei wurden nur zwei Bayraktar TB2s als verloren bestätigt, von denen eine abstürzte und eine abgeschossen wurde.
Der Einsatz von Drohnen schaffte vor der Regulierung autonomer Waffensysteme Tatsachen. Er wurde vielerorts medial hervorgehoben und zum Teil in Verbindung mit hohen Anteilen ziviler Opfer gebracht. Max Tegmark sagte dazu: „Die von Drohnen getöteten Zivilisten im neuen Bergkarabachkrieg sind Zeugnis, dass [„Killer-KI“] keine Science-Fiction-Spektulation einer fernen Zukunft ist, sondern schon geschieht.“ 
Nach Einschätzung der österreichischen Militärexperten Markus Reisner und Gustav Gressel waren die Drohnen kriegsentscheidend, schnitten die Reserven der Armenier vom Gefechtsfeld ab und hielten die Verluste der Aserbaidschaner gering bei gleichzeitig verheerenden Verlusten der Armenier. Auch aserbaidschanische Analysten bestätigten nach dem Krieg diese Einschätzung: Für die angreifende Kriegspartei würden im konventionellen Krieg höhere Verluste erwartet, doch der Einsatz von Drohnen ermöglichte zeitweise ein Vorrücken ohne Kontakt mit dem Gegner und damit das Vermeiden eigener Verluste. Der Präsident Arzachs, Arajik Harutjunjan, wird in einem diesbezüglichen Bericht der Tagesschau vom 20. November 2020 zitiert, dass die armenischen Sondereinheiten unter diesen Bedingungen ihren Einsatz verweigerten und Reservisten die Flucht ergriffen. Die russischen Streitkräfte hätten bereits in Syrien ihren Schock mit diesen Drohnen erlebt, daraus aber gelernt. Die europäischen Staaten hätten nach Einschätzung der österreichischen Experten bei einem aserbaidschanischen Drohnenangriff keine Chance, da die Luftabwehrsysteme Frankreichs, Polens und auch Deutschlands diese Drohnen nicht erfassen würden und ihre Städte den Angriffen schutzlos ausgeliefert wären.
Der militärische Erfolg der aserbaidschanischen Drohnen beeinflusste die Debatte in Deutschland um die Anschaffung von Kampfdrohnen für die Bundeswehr. Der Generalinspekteur Eberhard Zorn forderte Anfang 2021 die Ausstattung der Bundeswehr mit Drohnen: „In Berg-Karabach wurden bewaffnete Drohnen als Angriffswaffen eingesetzt.“ [...] „Wir brauchen defensive Systeme, die unsere Truppen gegen solche Angriffe schützen. Diese Fähigkeitslücke müssen wir schnell schließen.“
Ralf Raths, Historiker und wissenschaftlicher Direktor des Deutschen Panzermuseums, sagte Mitte 2024: Ich verstehe immer noch nicht, warum das nicht für mehr Aufmerksamkeit gesorgt hat. Das war ein einschneidendes Ereignis, dort zeigte sich eine mögliche Zukunft des Krieges. Die Aserbaidschaner haben sich dieser neuen Kriegsführung im Hightech-Bereich offensichtlich komplett verschrieben.

## Internationale Reaktionen

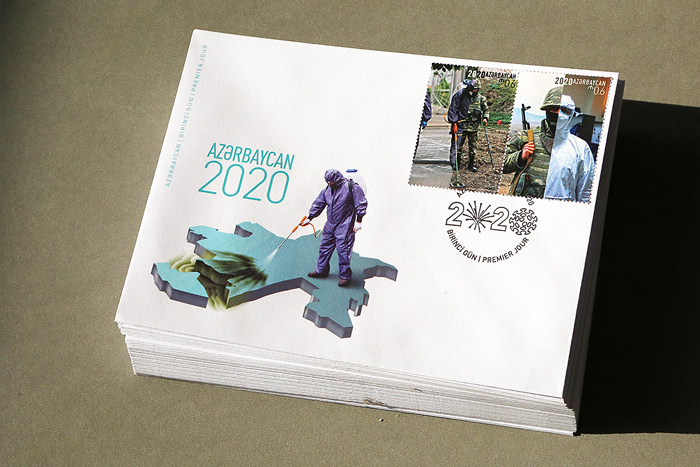
Die Marke "Aserbaidschan 2020" mit der begleitenden Illustration, die einen Spezialisten zeigt, der Nagorno-Karabach "desinfiziert".

Im Juli kamen von der internationalen Gemeinschaft unterschiedliche Reaktionen auf die Zuspitzung der Sicherheitslage an der armenisch-aserbaidschanischen Staatsgrenze. Die Türkei als engster Verbündeter stellte sich auf die Seite Aserbaidschans und sicherte Baku uneingeschränkte Rückendeckung zu. Kurz nach den Zusammenstößen an der Grenze fanden planmäßige gemeinsame und großangelegte türkisch-aserbaidschanische Militärübungen mit Beteiligung von Bodentruppen und Luftwaffen beider Länder in der Autonomen Republik Nachitschewan statt. Ihre Unterstützung für Aserbaidschan brachten unter anderem Moldawien, Pakistan und die Ukraine zum Ausdruck. Das Koordinationsbüro der Bewegung der Blockfreien Staaten verabschiedete ein Kommuniqué, in dem die „militärischen Provokationen Armeniens“ scharf verurteilt wurden. Kritik am Vorgehen Armeniens kam auch aus der Organisation für Islamische Zusammenarbeit. Armenien erhielt dagegen Unterstützung aus der Republik Zypern, die neben Aserbaidschan auch die „destruktiven Schritte der Türkei“ kritisierte. Das Außenministerium der Russischen Föderation rief beide Parteien zur Zurückhaltung und sofortigen Beendigung der Kampfhandlungen auf. Der US-amerikanische Außenminister Mike Pompeo forderte Baku und Jerewan ebenfalls zur Deeskalation auf. Die Kongress-Abgeordneten Brad Sherman, Frank Pallone, Adam Schiff und Ed Markey bekundeten ihre Solidarität mit Armenien. Sherman und Pallone reichten auf Ersuchen vom Armenian National Committee of America (ANCA), einer einflussreichen armenischen Diasporaorganisation, zwei Änderungsanträge zum Verteidigungsetat der USA für 2021 ein, die das Verkaufsverbot von US-Waffen an Aserbaidschan vorsahen. Diese wurden am 21. Juli vom Kongress abgelehnt. Im Gegenzug initiierten Kongressabgeordnete Steve Cohen und Steve Chabot zwei mit US-Außen- und Verteidigungsministerien abgestimmten Änderungsanträge über die vertriebenen und umgebrachten Bürger in einigen post-sowjetischen Ländern (Ukraine, Moldawien, Georgien und Aserbaidschan). Diese wurden vom Repräsentantenhaus der Vereinigten Staaten gebilligt und in Aserbaidschan als „großen politischen Sieg über das armenische Lobby in den USA“ gefeiert. António Guterres, Generalsekretär der UNO, appellierte an Konfliktparteien und verlangte, die „provokative Rhetorik“ zu unterlassen und zum Verhandlungsprozess zurückzukehren. Die Ko-Vorsitzenden der OSZE-Minsk-Gruppe, die im Bergkarabachkonflikt vermitteln, richteten Aufforderung an Armenien und Aserbaidschan, auf Gewalt zu verzichten und substantive Verhandlungen zwecks einer umfassenden Konfliktlösung in die Wege zu leiten. Auch Versuche, unilateral das bestehende Verhandlungsformat zu ändern, wurden im Statement verurteilt.
Zu Beginn des Kriegs im September warf Aserbaidschan Armenien vor, Verhandlungen durch zuletzt erhobene Forderungen sinnlos gemacht zu haben sowie mit armenischen Beschuss von frontnahen Orten die Eroberung weiterer Gebiete Aserbaidschans vorzubereiten, und begründete so sein militärisches Vorgehen. Beobachter, darunter der Kaukasus-Experte Thomas de Waal oder Frankreichs Präsident Emmanuel Macron, sprechen allerdings von einem Angriffskrieg seitens Aserbaidschan. Die Eskalation der Gewalt wurde von der UN, Russland, dem Iran wie auch von westlichen Staaten kritisiert und zur Rückkehr zu Verhandlungen aufgerufen. Noch im September begannen diplomatische Bemühungen, bilateral und im Rahmen der Minsker Gruppe der OSZE, um eine Vermittlungslösung und Rückkehr zum Waffenstillstand. Die Türkei dagegen sagte Aserbaidschan Unterstützung zu. Die Russische Föderation übte dagegen während der Kämpfe Druck auf Armenien aus, die eigenen neu erworbenen Su-30 Jagdflugzeuge aus russischer Produktion nicht gegen aserbaidschanische Luftziele einzusetzen, um so einen möglichen Konflikt mit der Türkei zu verhindern. Russland habe, so folgerte Gustav Gressel vom European Council on Foreign Relations den Türken und Aserbaidschanern „die Luftüberlegenheit auf einem Silbertablett“ serviert.
Russland und Iran reagierten auf die Kämpfe an der iranischen Grenze und die Gebietsgewinne Aserbaidschans auch mit militärischen Drohgesten. Am 17. Oktober hielt die russische Marine in internationalen Gewässern vor der Apscheron-Halbinsel ein Marine-Manöver ab, bei dem auch der Abschuss unbemannter Drohnen vorgeführt wurde. An der Ostgrenze Armeniens zogen nach Bildern der TASS russische Truppen auf. Um russische Unterstützung – beide Länder sind in einem Militärbündnis – wurde von Armenien nicht gebeten. Die Voraussetzung dafür wären Angriffe gegen das Territorium Armenien selbst gewesen, die nur vereinzelt in Form von Beschuss oder Bombardierung erfolgten. Auch wurde von der armenischen Regierung noch Ende Oktober betont, die Verteidigung selbst bewältigen zu können. Russland war an der Aushandlung zweier erfolgloser Waffenstillstände beteiligt. Der russische Präsident war täglich im Austausch mit beiden Kriegsparteien und kritisierte die einseitige Parteinahme der Türkei. Ende Oktober rief die russische Regierung daher auch die Vereinigten Staaten auf, die Vermittlungen zu unterstützen. Doch auch das vom Weißen Haus für den 26. Oktober verhandelte Abkommen scheiterte.
Bereits am 7. Oktober drohte der Iran, der Konflikt könne eskalieren, wenn iranisches Gebiet beschossen werde. Nachdem am 21. Oktober nach umstrittenen Meldungen bei den Kämpfen an der Grenze am Aras auf iranischer Seite ein Zivilist getötet und drei verletzt worden sein sollen, forderte der Iran, schwere Artillerie vom Fluss abzuziehen, oder selbst für seine Grenzsicherheit zu sorgen. In den folgenden Tagen zog der Iran größere Einheiten der Armee und auch der Iranischen Revolutionsgarden an die Aras-Grenze und begann am 25. Oktober mit großangelegten Manövern am Aras mit Beteiligung von Infanterie, Artillerie und Drohnen. Am 28. Oktober bot die iranische Regierung an, in Verhandlungen zwischen den Konfliktparteien zu vermitteln.
In einer Stellungnahme vom 18. Oktober bezeichnet der UN-Generalsekretär António Guterres Angriffe auf Zivilisten, wie in Gəncə oder Stepanakert als vollkommen inakzeptabel und forderte die Kriegsparteien dazu auf, den Beschuss ziviler Wohngebiete inner- und außerhalb der Konfliktzone einzustellen. In etwa ähnlicher Weise äußerte sich auch Peter Stano, Hauptsprecher für auswärtige Angelegenheiten und Sicherheitspolitik der Europäischen Union. Am 20. Oktober befasste sich der UN-Sicherheitsrat mit dem Krieg und rief die Kriegsparteien zur Einhaltung des Waffenstillstands auf.
Nach Abschluss des Waffenstillstands wurde am 25. November vom Französischen Senat eine Resolution beschlossen, die zur Anerkennung der Republik Arzach aufruft. Daraufhin kam es zu Protest der aserbaidschanischen Regierung und zur Forderung, Frankreich aus der OSZE auszuschließen. Die französische Regierung antwortete, dass sie weiterhin die Unabhängigkeit Arzachs nicht anerkenne. Zwischen dem 7. Oktober und dem 9. Dezember fasste das niederländische Parlament 11 Beschlüsse, die sich mit dem Konflikt befassten. Darunter Sanktionen gegen den Präsidenten Aserbaidschans und weitere Politiker wegen Kriegsverbrechen und zuletzt die Forderung nach einer möglichst schnellen Friedenslösung, die die Sicherheit der Bürger und der Region schützt. Diese wurden von Aserbaidschan als einseitig zurückgewiesen.
In Deutschland wurden im Zusammenhang mit dem Krieg um Bergkarabach die Verwicklungen einer Reihe von Politikern der deutschen Regierungsparteien CDU und CSU in Geschäfte mit Aserbaidschan und die damit in Zusammenhang stehenden Vorwürfe von Lobbyismus und Korruption bekannt (siehe Aserbaidschan-Affäre).

## Reaktionen in der Diaspora

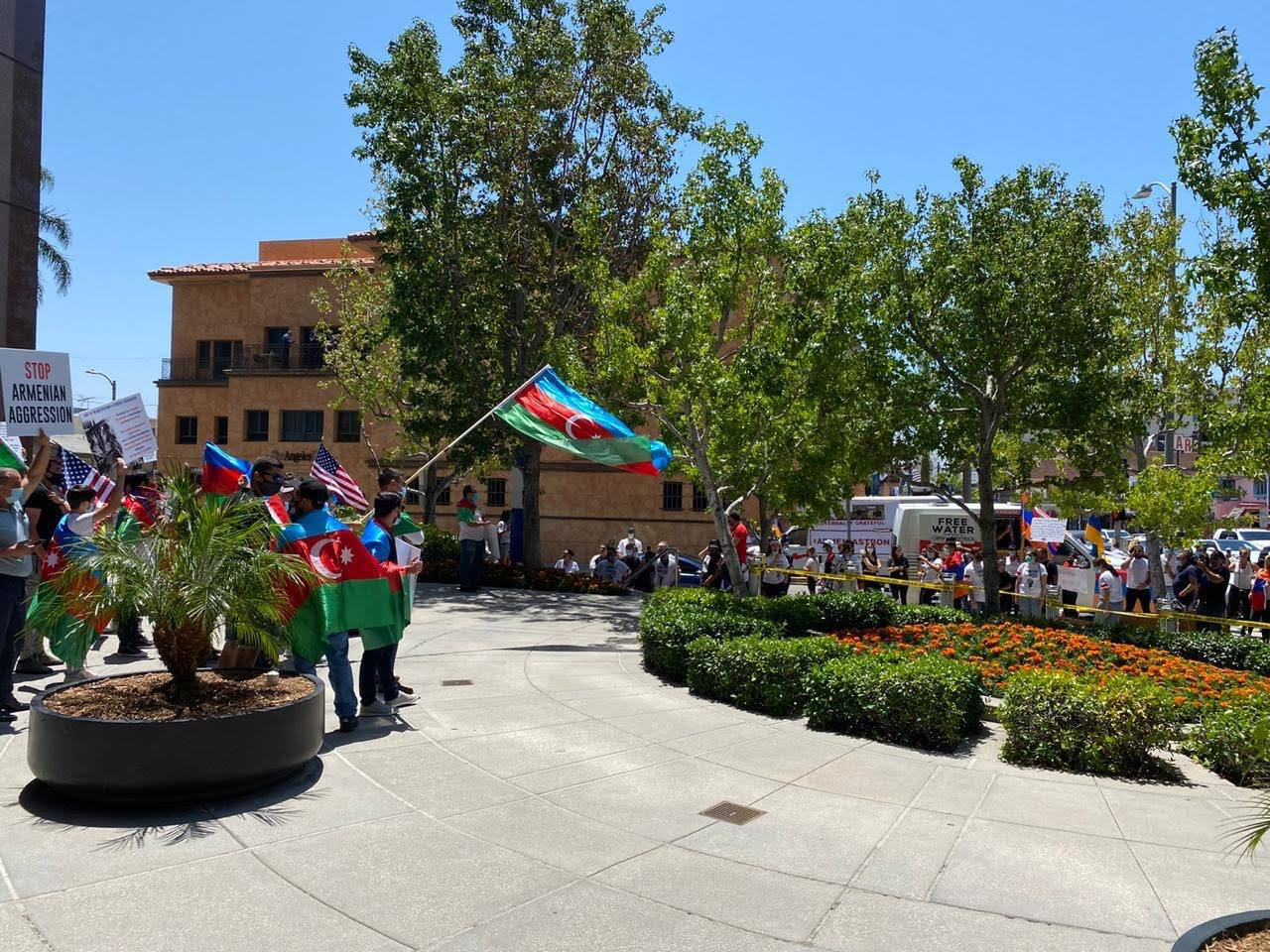
Voneinander getrennte pro-aserbaidschanische und pro-armenische Demonstranten in Los Angeles (21. Juli 2020)

Die Geschehnisse an der Front ließ auch die Spannungen zwischen Vertretern der armenischen und aserbaidschanischen Diaspora in europäischen und US-amerikanischen Städten zunehmen. In London, Brüssel, Los Angeles, New York, Berlin, Düsseldorf, Warschau etc. fanden Solidaritätskundgebungen auf beiden Seiten statt. Es kam zu gewaltsamen Ausschreitungen, bei denen mehrere Demonstranten verletzt wurden. In Los Angeles organisierte das mit der nationalistischen Armenischen Revolutionären Föderation verbundene Armenian National Congress of America (ANCA) am 22. Juli 2020 eine große Protestaktion vor dem Generalkonsulat der Republik Aserbaidschan, zu der sich laut Polizeiangaben ca. 500 armenische Demonstranten versammelten. Denen gegenüber standen 30 bis 50 aserbaidschanische Gegenprotestler. Die Situation geriet schnell außer Kontrolle, indem die zahlenmäßig überlegenen armenischen Demonstranten auf die anwesenden Aserbaidschaner losgingen und das ganze Geschehen mit Kameras festhielten. In der Folge erlitten sieben Aserbaidschaner Verletzungen (vier davon mussten im Krankenhaus behandelt werden). Auch ein US-Polizist wurde verletzt, der Angreifer wurde festgenommen. In mindestens drei Fällen ermittelt die Polizei auf Anklage der betroffenen Aserbaidschaner wegen Hasskriminalität, die Angreifer werden gesucht. In seinem an das Generalkonsulat Aserbaidschans adressierten Brief verurteilte Eric Garcetti, Bürgermeister von Los Angeles, die Gewaltanwendung gegen die Mitglieder der aserbaidschanischen Community scharf. Auch das Simon Wiesenthal Center und Los Angeles Office of the American Jewish Committee, zwei führende jüdische Organisationen der USA, bezeichneten den Gewaltakt der armenischen Demonstranten als verstörend und inakzeptabel. Ein weiterer Zwischenfall ereignete sich vor der Botschaft Aserbaidschans in Brüssel, als armenische Demonstranten das Botschaftsgebäude mit Steinen bewarfen. Dabei wurden vier Aserbaidschaner, darunter eine Reporterin, am Kopf schwer verletzt. Die belgische Polizei setzte Wasserwerfer ein, um die protestierenden Armenier vom Botschaftsgelände abzudrängen. Später nahm die Polizei 17 armenische Tatverdächtige fest. Am Rande der Kundgebung wurde ein aserbaidschanischer Jugendlicher von einer Gruppe armenischer Angreifer verprügelt. Auch das Dienstgebäude der diplomatischen Vertretung Aserbaidschans in Paris wurde beschädigt.
Am 23. Juli 2020 wurde ein Dienstfahrzeug der armenischen Botschaft in Berlin in Brand gesteckt. Die AGBU, eine Diasporaorganisation der Armenier, vermutet dahinter ein armenienfeindliches Motiv. Die offiziellen Polizeiermittlungen haben dies bisher nicht bestätigt. Am 24. Juli hat eine Gruppe von 20 bis 30 maskierten Männern im Kölner Stadtteil Mülheim die Scheiben einer Shisha-Bar zerschlagen. Gemäß den Aussagen des armenischen Bar-Betreibers soll es sich bei den Angreifern um Aserbaidschaner gehandelt haben, die versucht hätten, ins Innere des Gebäudes einzudringen. Die Polizei spricht von einem erheblichen Sachschaden. Der Zentralrat der Armenier in Deutschland berichtet zudem von der Verwüstung weiterer armenischer Geschäfte in Hamburg. In allen genannten Fällen liegen noch keine polizeilichen Ermittlungsergebnisse vor. Die russische Hauptstadt Moskau war ebenfalls Schauplatz zahlreicher beiderseitiger Gewaltexzesse. Begleitet wurden diese Spannungen vom sogenannten „Aprikosenkrieg“, als armenische Obsthändler ihre Waren im „Food City“, dem größten Supermarkt Moskaus „wegen Sicherheitsbedenken“ nicht verkaufen durften. Dieser gehört God Nissanow und Sarach Ilijew, zwei russischen Geschäftsleuten aus Aserbaidschan. Einen Tag später gab ein Vertreter des russischen Handelsministeriums bekannt, dass der Konflikt beigelegt sei und armenische Artikel erneut im „Food City“ angeboten werden.
Seit Ausbruch weitreichender Kampfhandlungen Ende September rufen Angehörige der armenischen Diaspora, insbesondere in den USA, zur Unterstützung von Armenien und Arzach auf. Dies reicht von Aufrufen zur Anerkennung und internationalen Unterstützung bis zu Diaspora-Armeniern, die selbst in das Kriegsgebiet reisen, um sich an den Kämpfen zu beteiligen oder sie vor Ort zu unterstützen. Auch wurden Spenden gesammelt: Laut der Republik Arzach kamen in den ersten Tagen des Krieges bereits 50 Millionen Euro aus der Diaspora zusammen. In Deutschland wurde von hunderten armenischen Demonstranten die A1 blockiert, um auf den Krieg aufmerksam zu machen. In der Türkei gerät die dort lebende Minderheit von Armeniern gesellschaftlich unter Druck und ist Drohungen ausgesetzt, da sich große Teile der Gesellschaft und Politik an die Seite Aserbaidschans gestellt haben.
Am 27. Oktober 2020 gab es in Beirut zahlreiche Proteste armenischer Libanesen gegen die Offensive Aserbaidschans mit Hilfe der Türkei, wobei es vor der türkischen Botschaft im Vorort Rabieh zu Zusammenstößen mit libanesischer Polizei und Sicherheitskräften kam. Bei einer Autobahnblockade der Autoroute A 7 Lyon-Marseille durch armenisch-französische Demonstranten, die die internationale Anerkennung der Republik Arzach forderten, wurden einige Demonstranten von fünf türkisch-französischen Männern mit Hämmern und Messern angegriffen, wobei vier armenische Demonstranten verletzt wurden, einer davon lebensbedrohlich.

## Geopolitische Einordnung
Der Wiederausbruch des Konflikts Ende wurde von Beobachtern als Ausdruck der Stärke Aserbaidschans und dessen Verbündeten Türkei gesehen, während Russland mit engen Bindungen zu beiden Konfliktparteien eher einen ausgleichenden Kurs habe fahren müssen, um eigene Interessen nicht zu gefährden. Die europäischen Staaten und die USA wurden zwar zu stärkerem Engagement aufgefordert, jedoch zu sehr mit Präsidentschaftswahlkampf, Coronapandemie und innerer Uneinigkeit beschäftigt, als dass mehr als Apelle an die Konfliktparteien erfolgten. Thomas de Waal verweist auf den Kosovo, wo wegen Angriffen auf eine ethnische Minderheit letztlich sogar militärisch eingegriffen wurde, als Vorbild für ein Vorgehen gegen Aserbaidschan zumindest auf diplomatischer Ebene. Doch weder kam es zu einer solchen Intervention, noch wurde die mit dem Konflikt betraute Minsk-Gruppe der OSZE aktiv, in der auch die USA und Frankreich vertreten sind. Einzig die USA unternahmen Ende Oktober eine Initiative für einen Waffenstillstand, der jedoch innerhalb weniger Stunden scheiterte. Es wurde daher erwartet, dass Russland und die Türkei als regionale Vormächte die Bedingungen des Friedens bestimmen werden. Ebenfalls wurde ein wachsender Einfluss der Türkei erwartet, die Aserbaidschan militärisch unterstützt und auch sonst enge Verbindungen zu dem Land hält. So beliefert Aserbaidschan die Türkei mit Gas, was diese unabhängiger von Russland macht. Die Türkei versuche seit längerem, ihren Einfluss in der Region auszuweiten. Ein Einflussverlust Russlands wurde erwartet, das steigenden Einfluss der Türkei durch eine Niederlage Armeniens verhindern wolle. Es riskiere bei deutlicher Positionierung für Armenien aber seine bisher guten Beziehungen zu Aserbaidschan, das dann wiederum näher an die Türkei rücken könnte. Entsprechend wird die Zurückhaltung Russlands erklärt, wo man mit einem russischen Eingreifen lediglich für den Fall drohte, dass die aserbaidschanische Offensive auf Armenien selbst übergreift. Zwei durch Russland vermittelte Waffenstillstandsvereinbarungen scheiterten, was die Grenzen des russischen Einflusses zeige. Russlands Chancen auf Erhalt des eigenen Einfluss lägen daher darin, Aserbaidschan entgegenzukommen, die Türkei aus einem Friedensabkommen herauszuhalten und eigene Truppen zu stationieren. Bisher sei der eingefrorene Konflikt auch ein Werkzeug Russlands gewesen, auf beide Konfliktparteien Einfluss zu nehmen. Dies könne mit dem Krieg nun zu Ende gehen.
Das Waffenstillstandsabkommen wurde als weitgehende Kapitulation Armeniens aufgefasst, da große Zugeständnisse gemacht wurden. Arzach verlor knapp ein Drittel seines Gebietes durch die Kämpfe und musste durch das Abkommen nochmals über ein Drittel seines Gebietes an Aserbaidschan übergeben. Für diese Gebiete werden ethnische Säuberungen befürchtet, falls die armenische Bevölkerung nicht zuvor flieht, sowie die Zerstörung armenischer Kulturgüter. Dagegen ist im Waffenstillstandsvertrag aber ein Rückkehrrecht, auch der armenischen Flüchtlinge aus diesen Gebieten festgeschrieben und zum Schutz der christlichen und islamischen Kulturgüter gleichermaßen haben zuerst Aserbaidschan, dann Russland die Hilfe der UNESCO angefordert und diese schickte daraufhin Beobachter. Der geschlossene Waffenstillstand wird für Russland als günstiger als erwartet bewertet. Aserbaidschan gewinne zwar große Gebiete zurück, der Rest Arzachs werde durch die Stationierung russischer Truppen in einen Zustand vergleichbar mit Südossetien und Abchasien vor dem dortigen Krieg 2008 versetzt. Dort waren nach Unabhängigkeitserklärung und -krieg Anfang der 1990er auch russische Truppen stationiert. Analysten betonen auch, dass das Abkommen für Armenien günstiger ist, als vor Ort wahrgenommen. So stoppt es die aserbaidschanische Offensive, die sonst womöglich bald ganz Bergkarabach erobert hätte, und ermöglicht zumindest eine verbleibende armenische Präsenz in der Region. Die Bereitschaft Aserbaidschans zum Waffenstillstand könne aus deren Befürchtung kommen, Russland würde sich nach dem Abschuss eines russischen Helikopters nun direkt einmischen. Noch am 1. November hatte Aserbaidschans Präsident Alijew gesagt, man werde Bergkarabach mit allen Mitteln vollständig unter Kontrolle bringen.
In Armenien verbreitete sich spätestens zum Ausgang des Krieges nach dem Waffenstillstand vom 9. und 10. November Enttäuschung über die mangelnde internationale Unterstützung, insbesondere durch Russland aber auch durch die europäischen Staaten. Die Nichteinmischung Russlands wurde als Verrat wahrgenommen, während sich in Europa nur Frankreich auf die Seite Armeniens stellte. Diese, auf die dortige armenische Diaspora zurückzuführende Positionierung, beschränkte sich jedoch auf die Verurteilung der türkischen Unterstützung Aserbaidschans, ohne dass weitere Aktivitäten folgten. Zugleich eröffnet der Ausgang des Krieges die Möglichkeit zur Normalisierung der Beziehungen zwischen der Türkei und Armenien, für die der andauernde Konflikt bisher das größte Hindernis von türkischer Seite war. Die fehlende Initiative, ja weitgehend völliges Ausbleiben der europäischen Diplomatie wird auch in Europa als deren Schwäche verstanden, so Eric Bonse in der Taz. Sie hat im Gegensatz zu Russland keinerlei Einfluss in der Region, wenn Grenzen verschoben werden, und die Türkei könne sich bei ihren militärischen Auslandsabenteuern ermutigt sehen.
Am 14. April 2021 lobte die Minsk-Gruppe der OSZE die Stabilität des Waffenstillstands und forderte die Konfliktparteien zu weiteren diplomatischen Anstrengungen auf, um den Konflikt zu lösen. Aserbaidschanische Analysten sehen aber kaum noch Einfluss der Gruppe, nachdem Aserbaidschan seine Ziele weitgehend erreicht und Russland selbst Truppen entsandt hat.